# Place de la Liberté (Brest)
Pour les articles homonymes, voir Place de la Liberté.
La place de la Liberté est l'une des places majeures de la ville de Brest, depuis la Reconstruction.

## Situation et accès
Elle se situe entre la rue de Siam et la rue Jean-Jaurès, principales artères commerçantes du centre-ville. Surnommée Lib’ par les Brestois, elle est régulièrement le théâtre de diverses manifestations, telles que le marché de Noël. On y trouve également l'entrée principale de l'hôtel de Ville, l'un des bâtiments totem de Brest et inauguré en 1961.
Cette place est un nœud entre différents moyens de transport, la ligne A et la ligne B (2026) du tramway et aussi par Les lignes de bus 1, 2, 3, 4, 5, 12, 13, 16 ,19 et la ligne bleue (été).

## Historique

### La place avant la Seconde Guerre mondiale
Avant le développement hors les murs de la ville de Brest et l'annexion de ce qui deviendra les faubourgs Saint-Martin et Saint-Michel à partir du milieu du XIXème siècle, l'espace actuellement occupé par la place de la Liberté est un espace non bâti, relevant de la paroisse de Lambézellec, situé à l'extérieur des fortifications, édifiées par Vauban, qui protègent Brest et Recouvrance. En l'occurrence cet espace est situé à l'est des glacis protégeant la partie orientale de Brest, et plus particulièrement le « bastion de la porte » qui protégeait l'accès à Brest intra-muros par la Grand'rue et la rue de Siam. Sur une carte de 1777 l'espace est bordé au nord-est par les quelques habitations du Faubourg de la Villeneuve, et sa partie sud-est accueille des tas de fumiers. 
Selon S. Castel, une place y est créée en 1812, d'abord nommée Champs de Mars avant de prendre le nom de place du roi de Rome. Elle est rebaptisée place Bourbon à la Restauration en 1815, redevient place du roi de Rome sous le Second Empire et ne devient place de la Liberté qu'en 1870. 
Des vues de Brest réalisées par Alfred Guesdon en 1850 permettent de voir, au premier plan, dans le coin en bas à gauche, le bastion de la porte et ses abords immédiats.

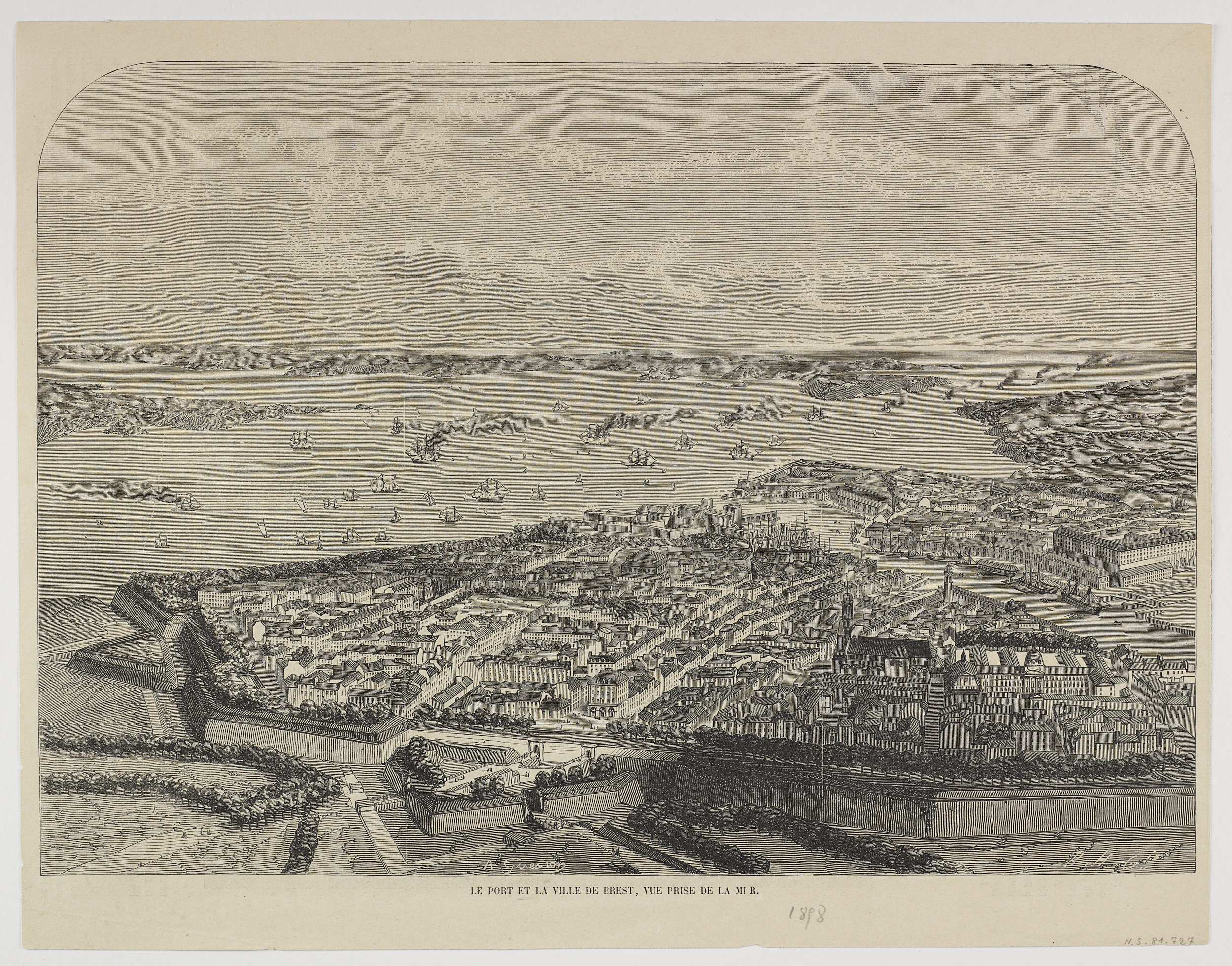
le port et la ville de Brest - Alfred Guesdon - 1850
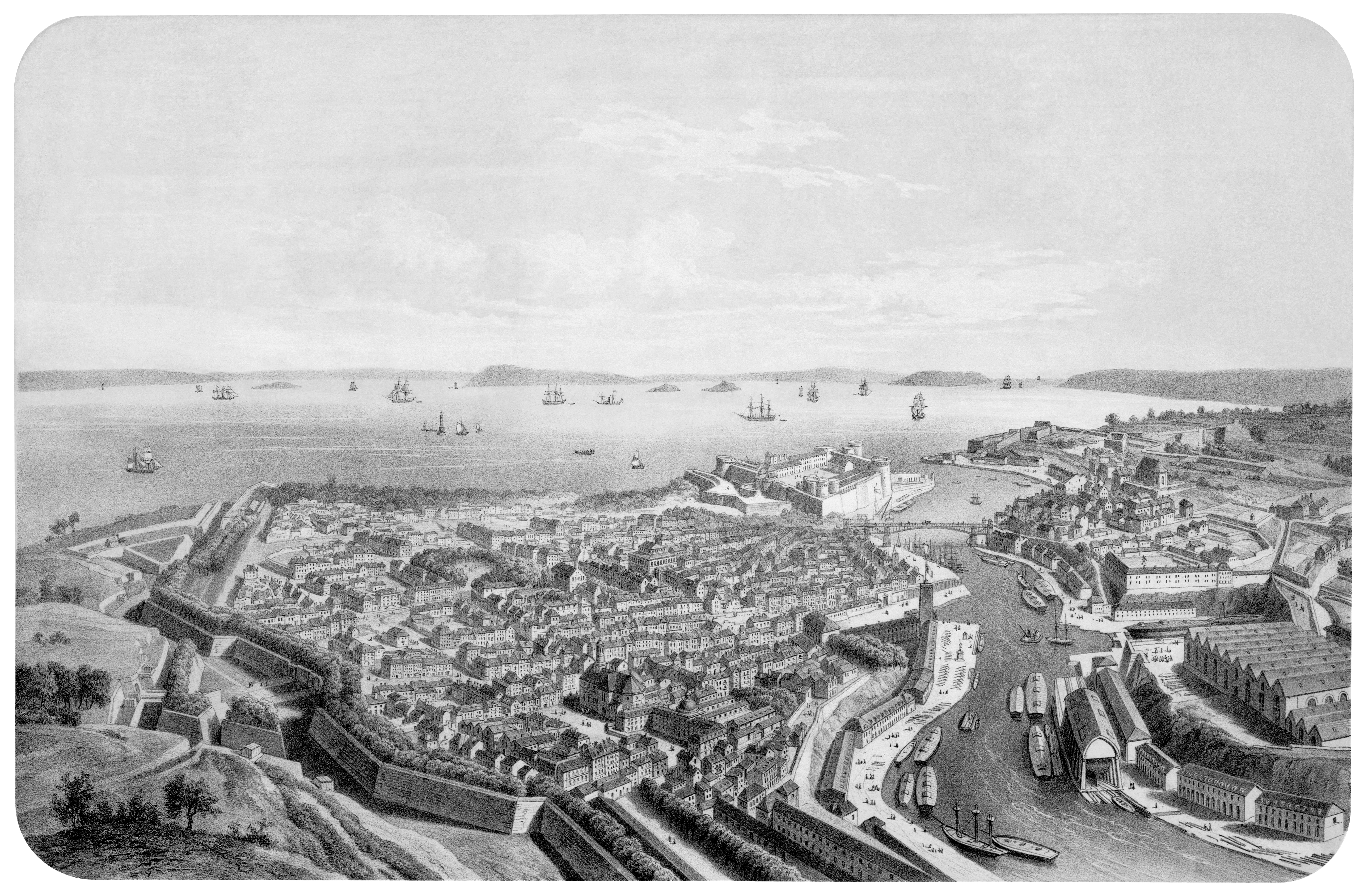
vue de Brest - Alfred Guesdon - 1850

Sur des cartes de 1861 et 1865, cet espace est noté comme « terrain militaire » et on voit la mention de la place du roi de Rome qui jouxte la future rue Jean Jaurès (alors nommée route impériale) et la future avenue Georges Clémenceau (alors nommée « chemin conduisant à la gare »). 
Le nom de Place de la Liberté apparaît sur une carte de 1898. L'espace est indifféremment nommé place des glacis ou place de la liberté sur des photos de la période. Il sert notamment pour le marché aux puces et les foires.

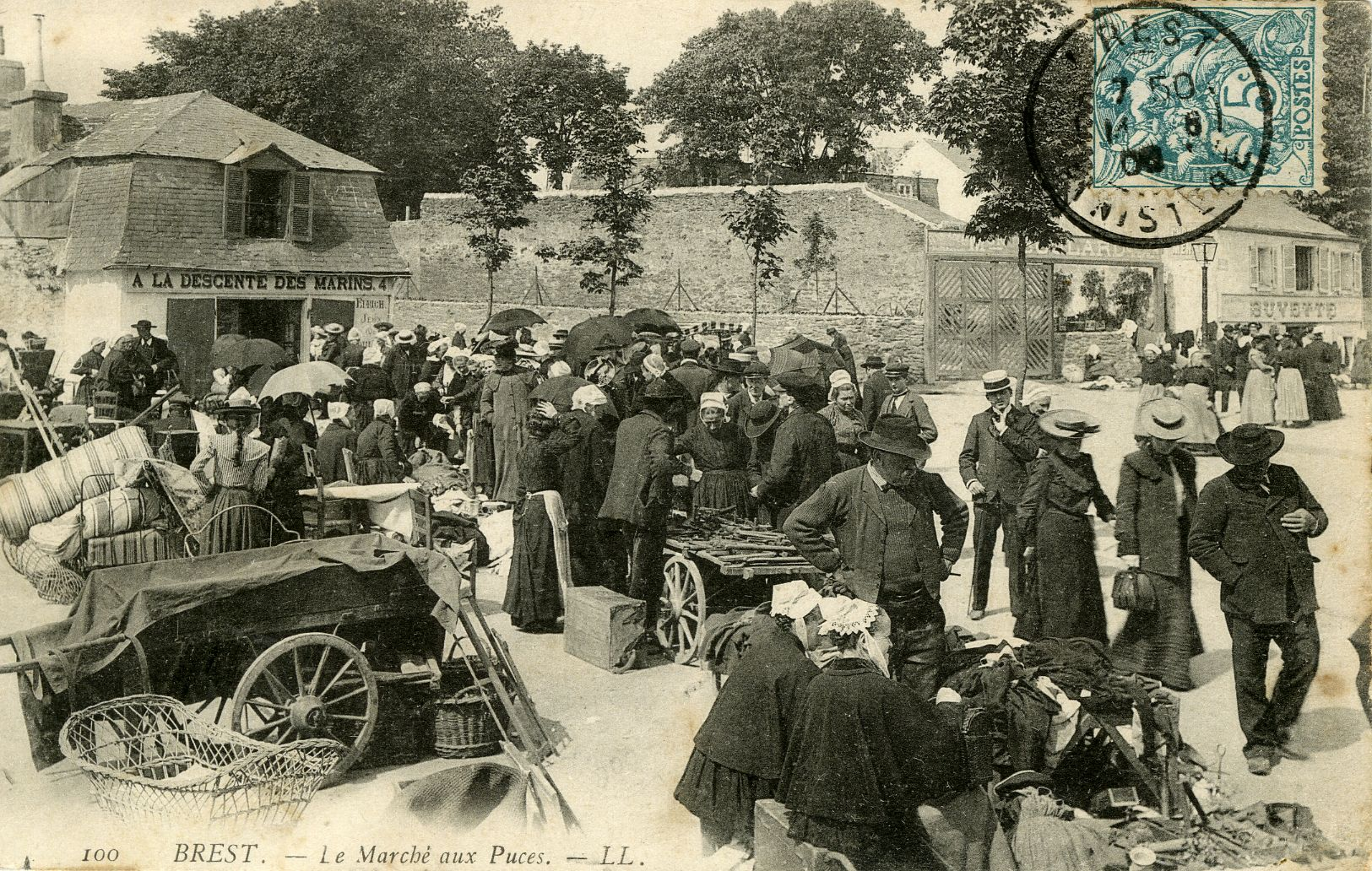
Le marché aux puces : vendeurs et badauds sur la place des glacis.ca. 1900
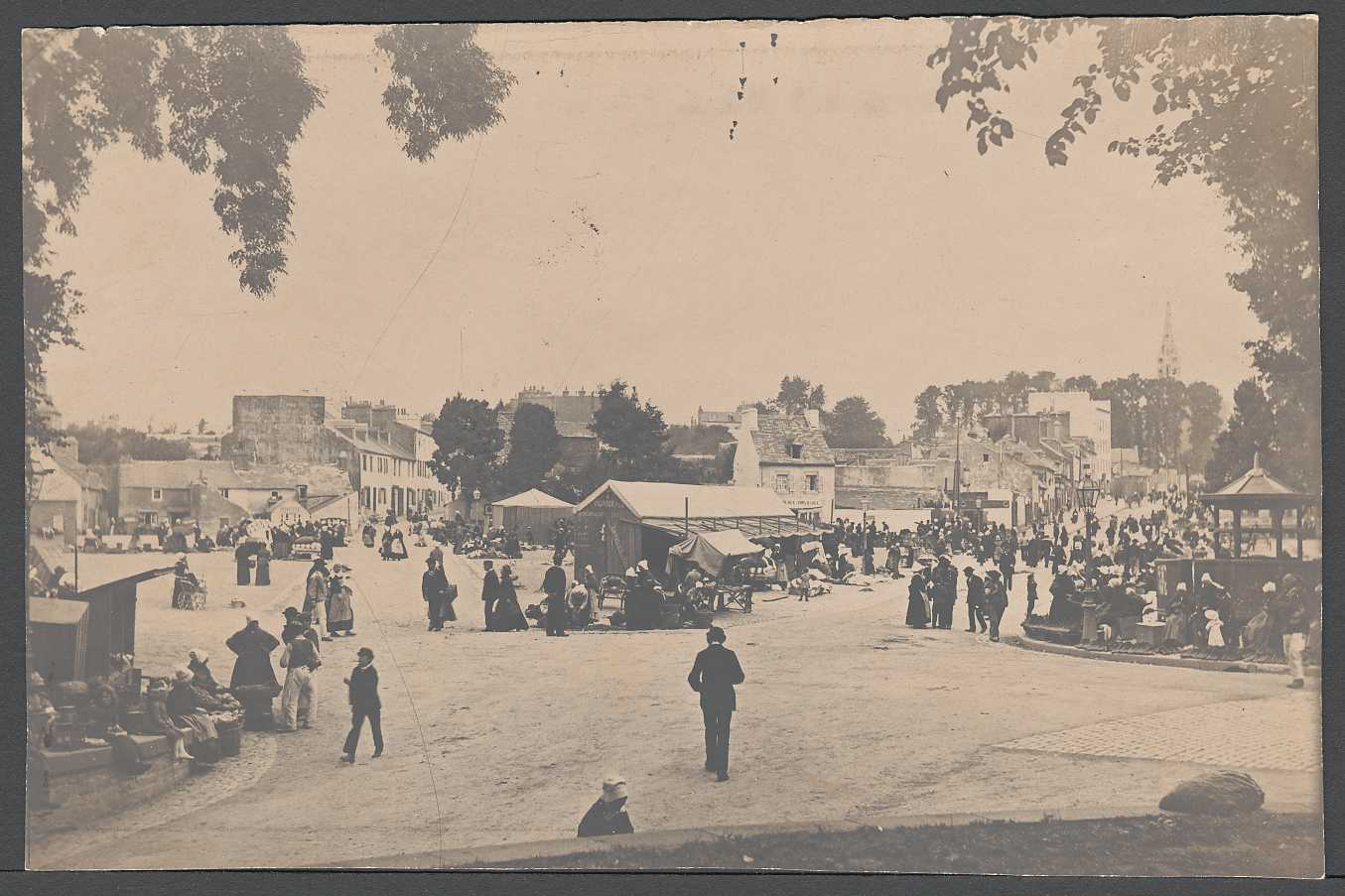
Place de la Liberté un jour de marché (ca. 1900) vue depuis les glacis. A droite la future rue Jean Jaurés et au fond le clocher de Saint-Martin. A gauche la rue de la Vierge (future rue de Glasgow)
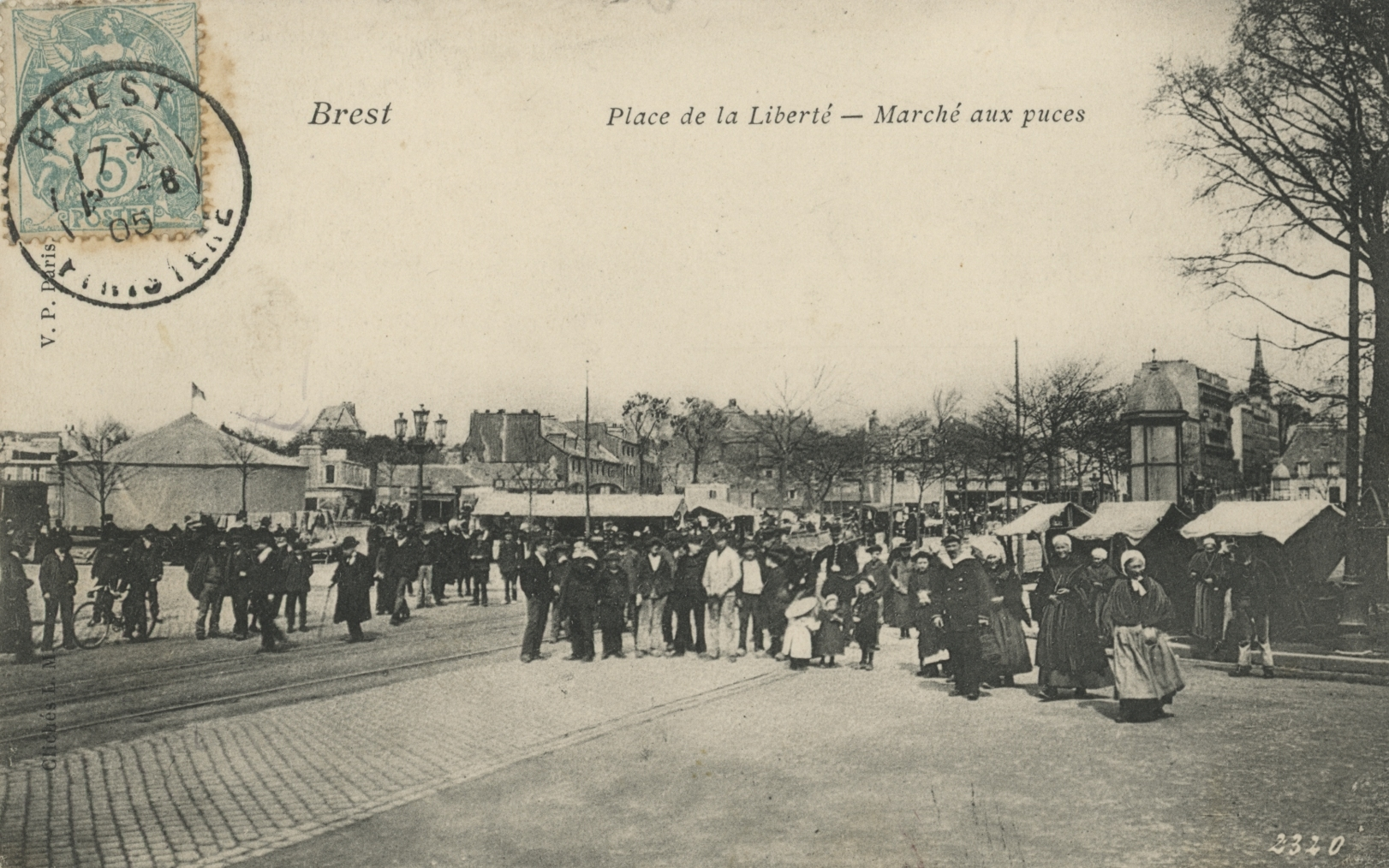
Place de la Liberté un jour de marché (ca. 1900). Au fond à droite droite on aperçoit le clocher de l'église Saint-Martin
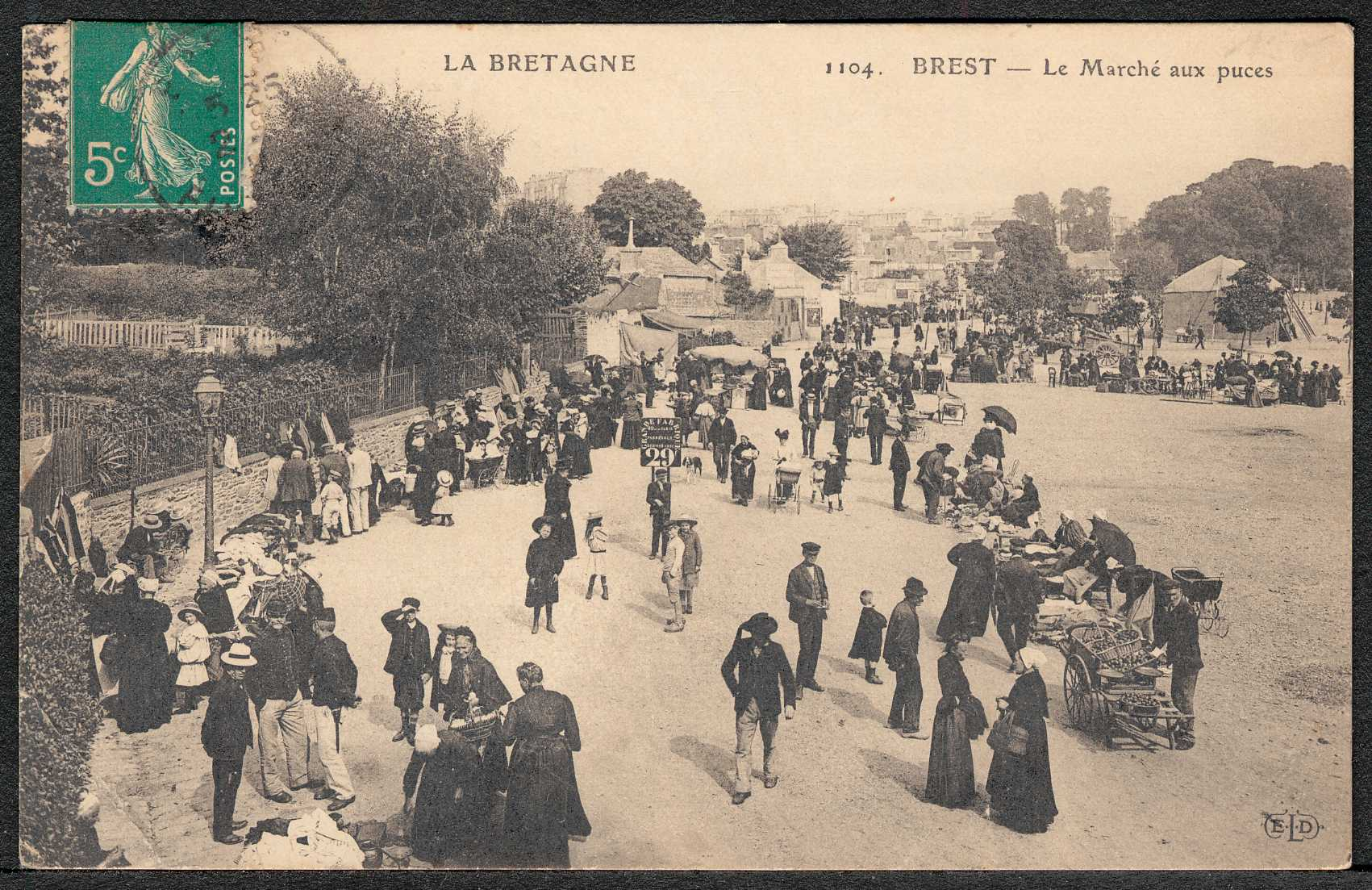
Place de la Liberté un jour de marché (ca. 1900)
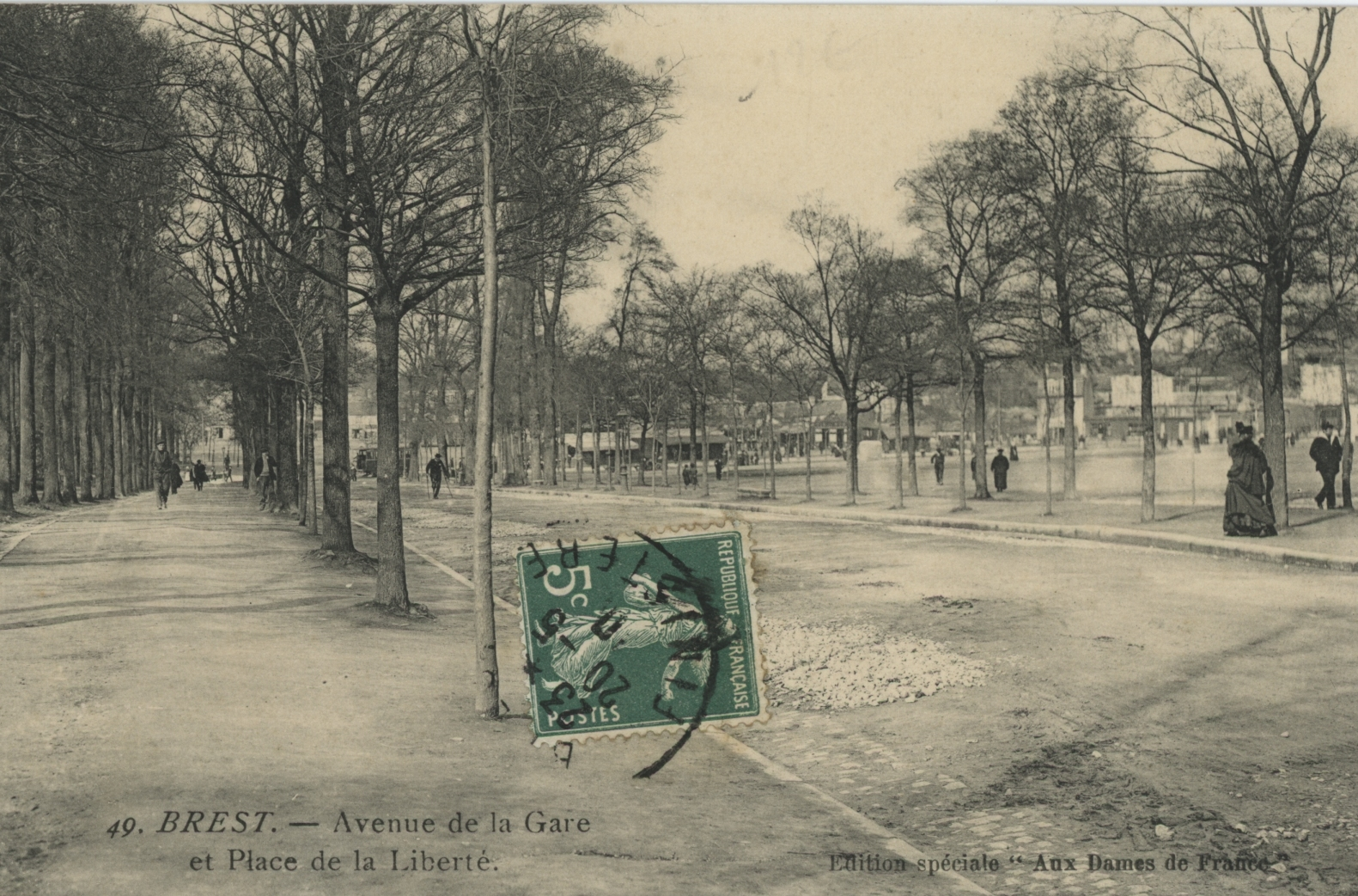
Avenue de la Gare et Place de la Liberté (ca. 1900)

Le bastion a alors été remplacé par le Square de la place des portes (actuel square Jean-Baptiste Mathon) et la place des portes proprement dite.  Les portes en question sont les portes Landerneau (porte principale de Brest même) et Saint-Louis (porte piétonne percée au XIXe siècle, du nom du quartier autour de l'église Saint-Louis). 

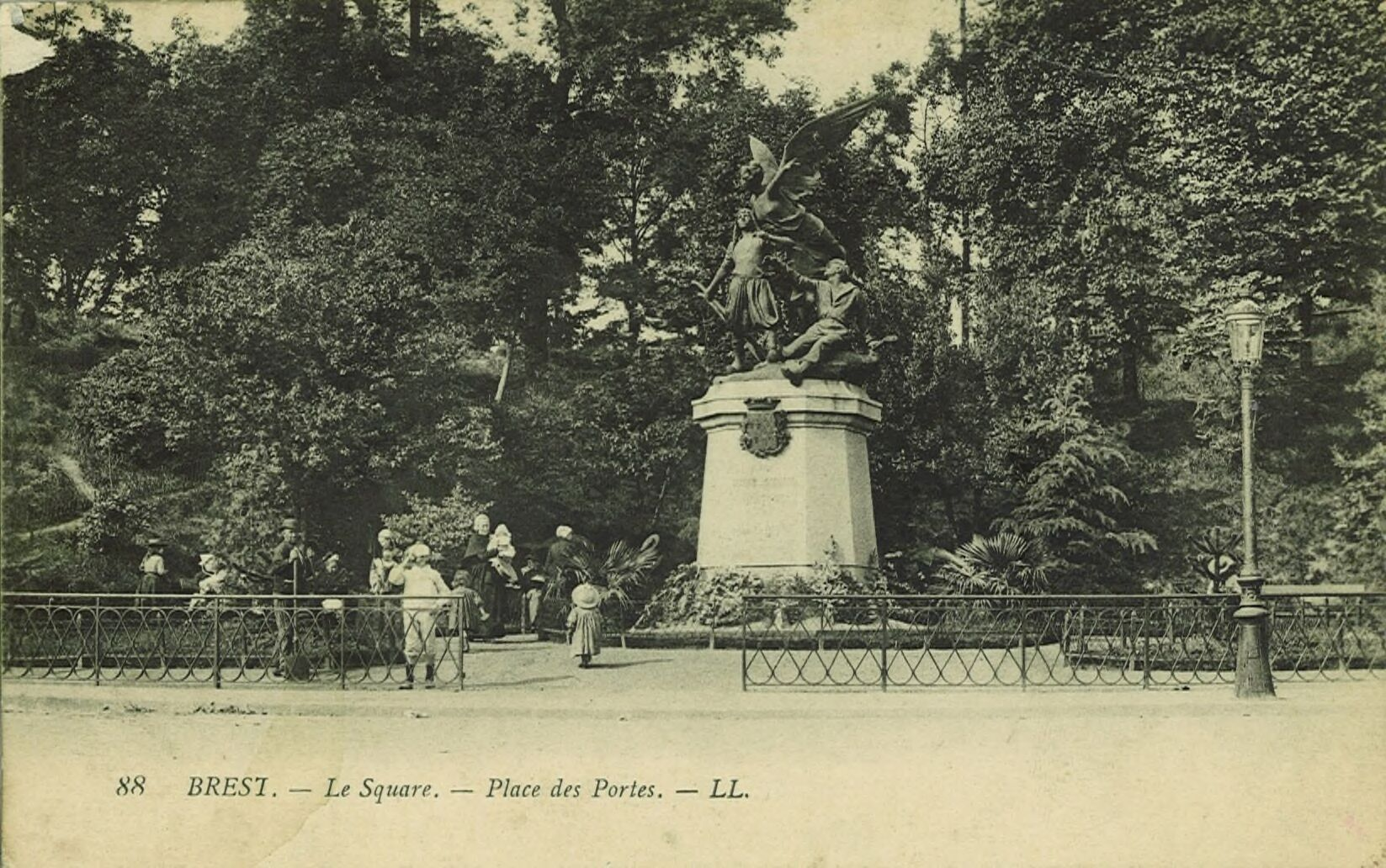
Le square de la place des portes (actuel square Jean-Baptiste Mathon). ca 1900.
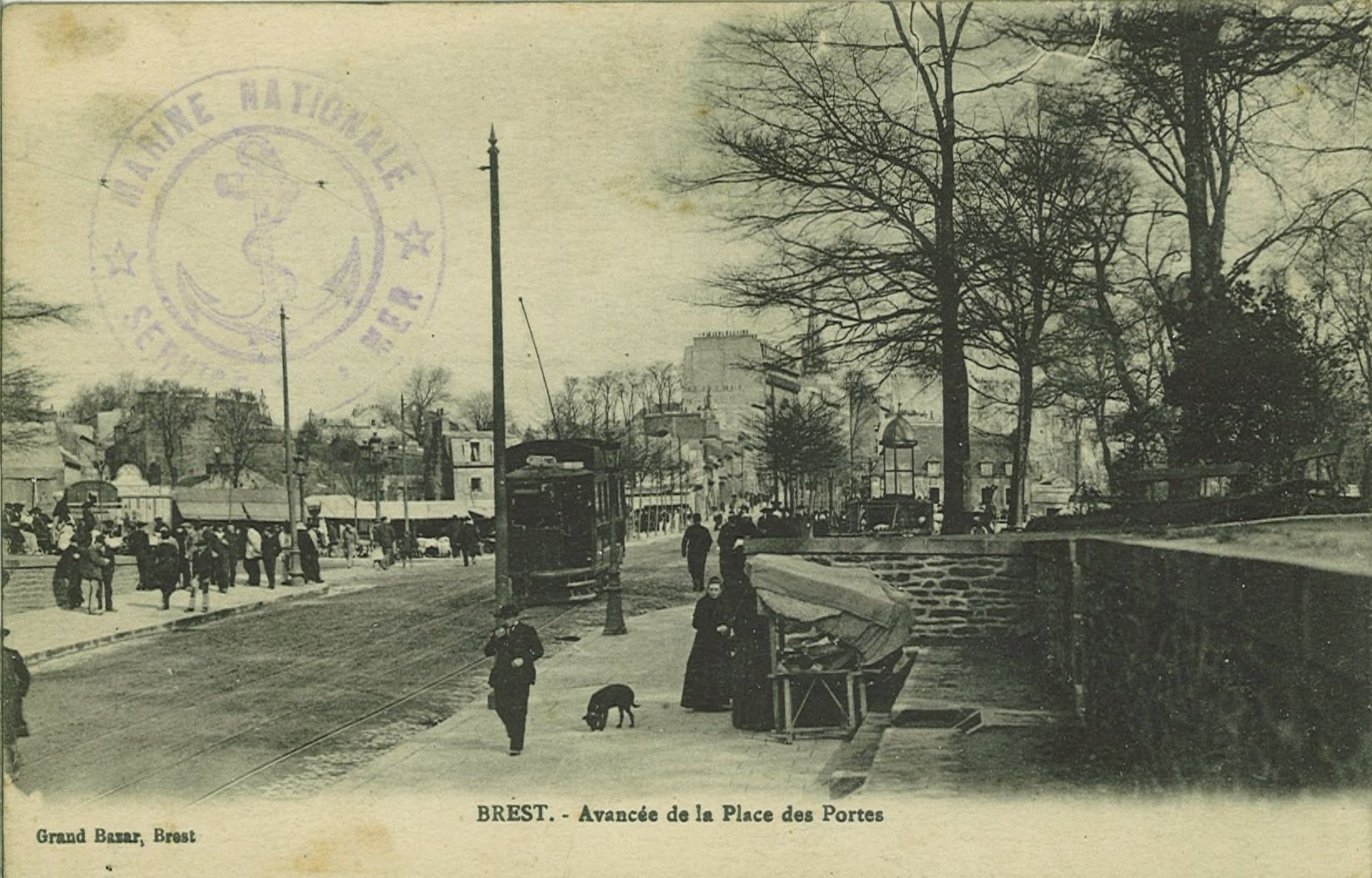
Avancée de la place des portes avec vue sur la place de la Liberté et au fond le clocher de l'église Saint-Martin. ca. 1900.
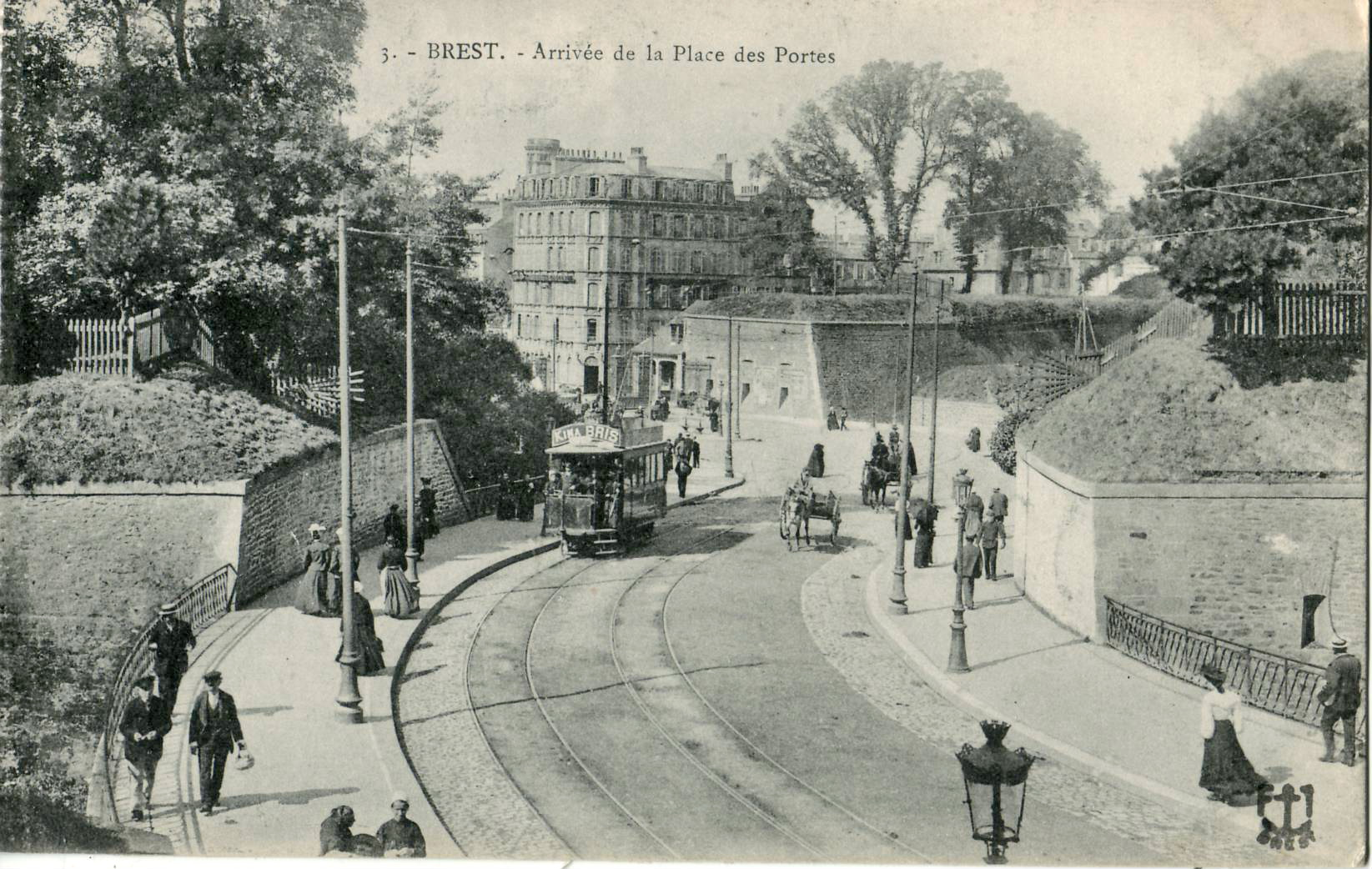
Les Glacis, porte Landerneau, vue de la place de la Liberté ; derrière les murs, la place des Portes ouvrant sur la rue de Siam et la Grand-rue (renommée rue Louis-Pasteur en 1907).
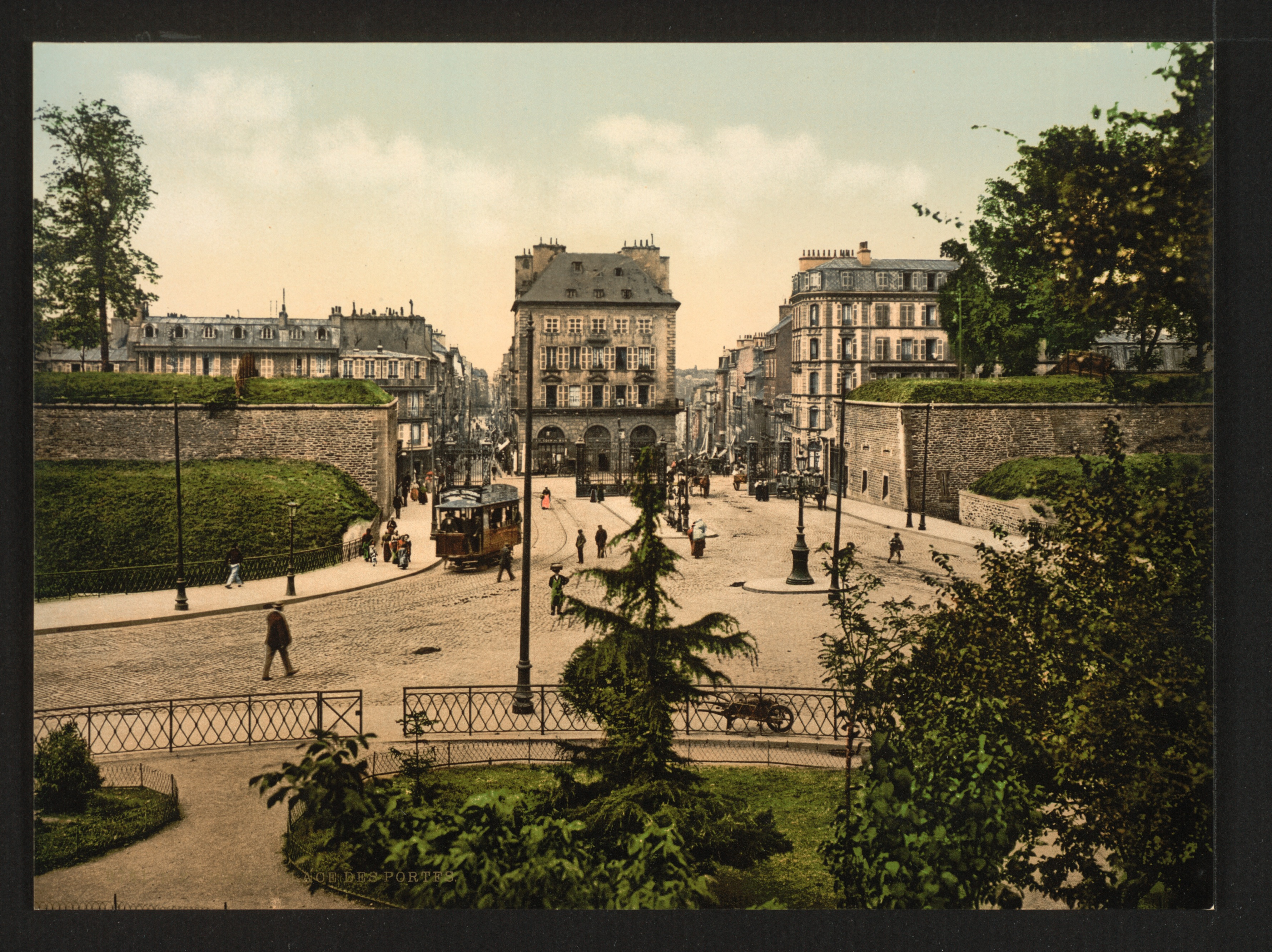
Place des Portes ouvrant sur la rue de Siam (gauche) et la Grand-rue (droite).
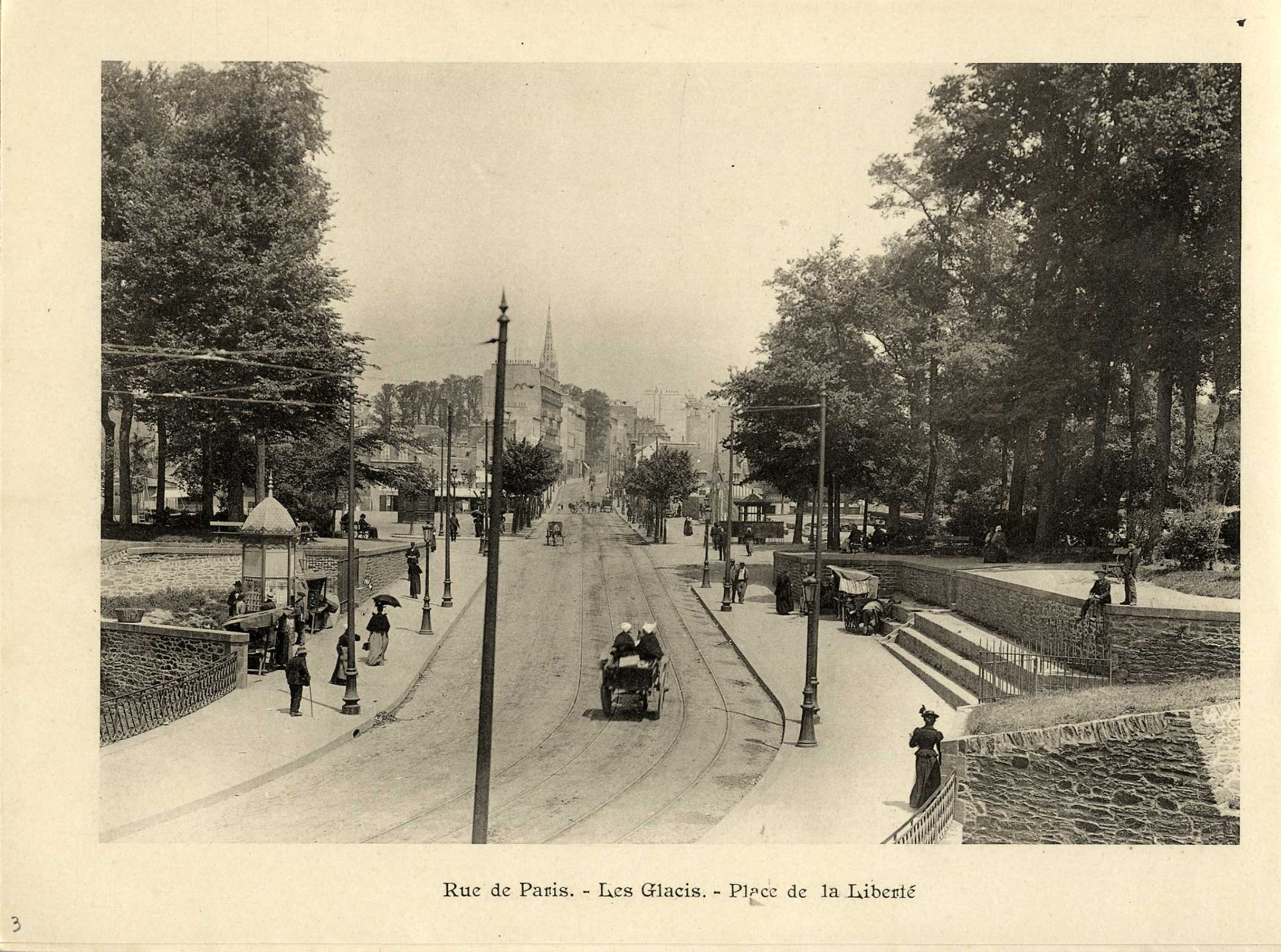
Vue de la place de la Liberté depuis la porte de Landerneau.

En septembre 1944, la place n'est plus qu'un champ de ruines :

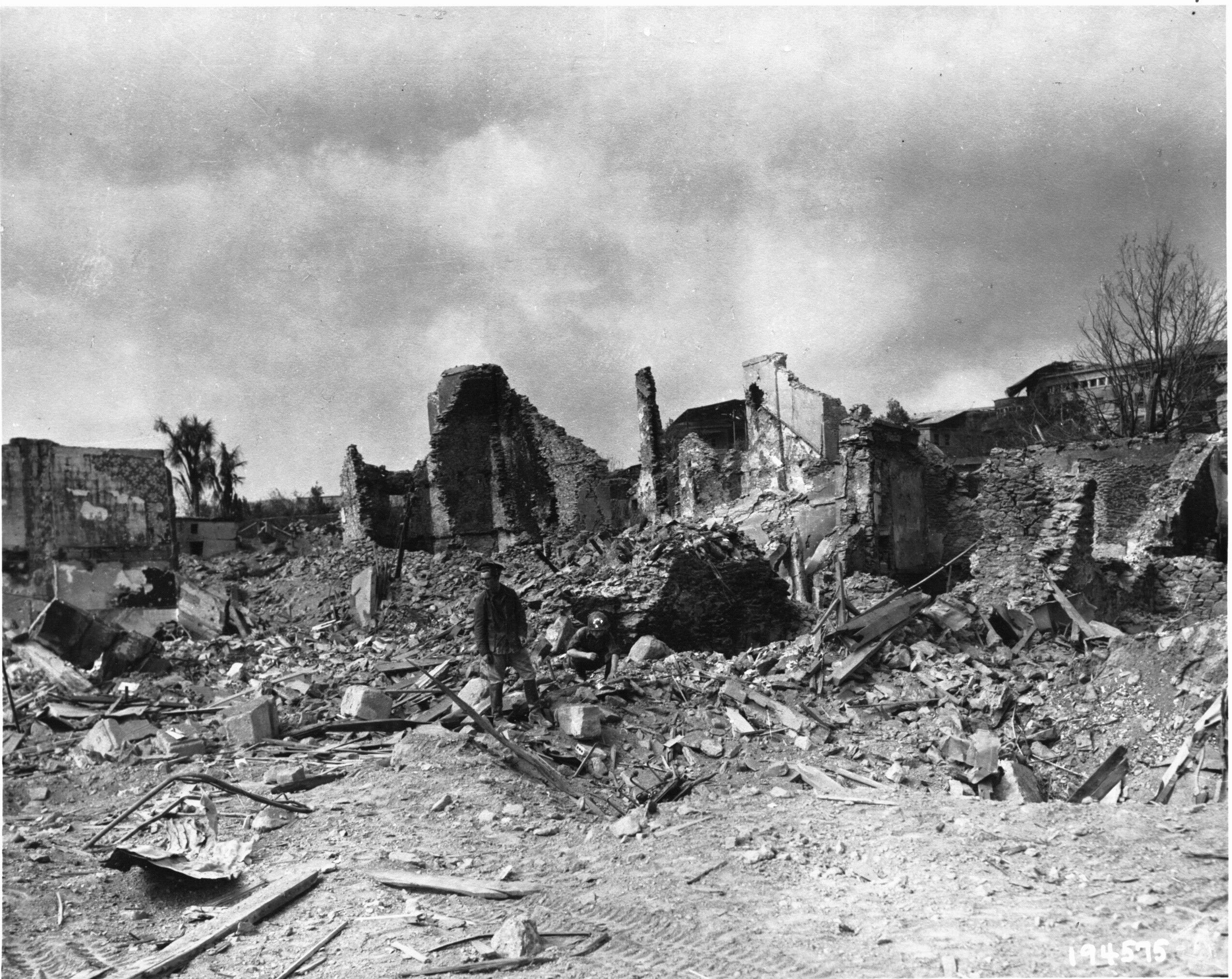
Place de la Liberté le 19 septembre 1944. au fond à droite l'hôpital Morvan)

### La nouvelle place de la Liberté
L'ensemble place de la Liberté, le square Mathon ainsi que le monument aux morts situé dans ce dernier, fut dessiné par Jean-Baptiste Mathon comme nouveau centre du Brest nouveau, réunifiant ex-intra-muros et les faubourgs par cette espèce de forum. L'architecte voulait lui insuffler l'esprit classique des places royales. Les immeubles parés de granit, dans le style néo-classique moderne et épuré sont des architectes Jean de Jeagher, Y. Francès et M. Philippe, et le nouvel hôtel de ville, à l'inspiration moderne, devait terminer cet ensemble ; il fut conçu par Maurice-Léon Génin, et il est à noter qu'il s'est montré bien exigu à l'usage, contrastant avec son imposante apparence.

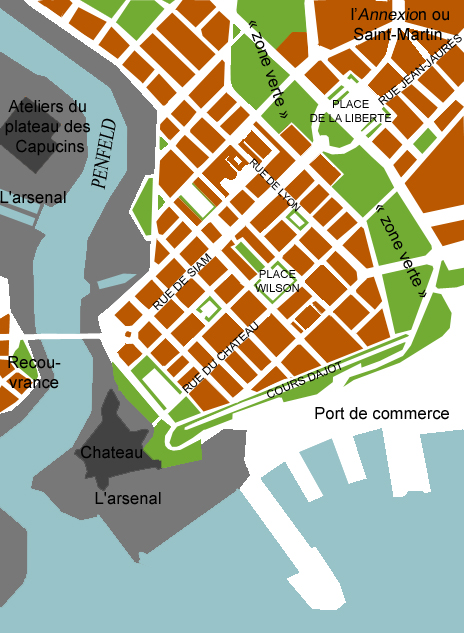
Le plan Mathon tel qu’il fut adopté en 1948, avec la place de la Liberté fermant l'axe majeur rue de Siam
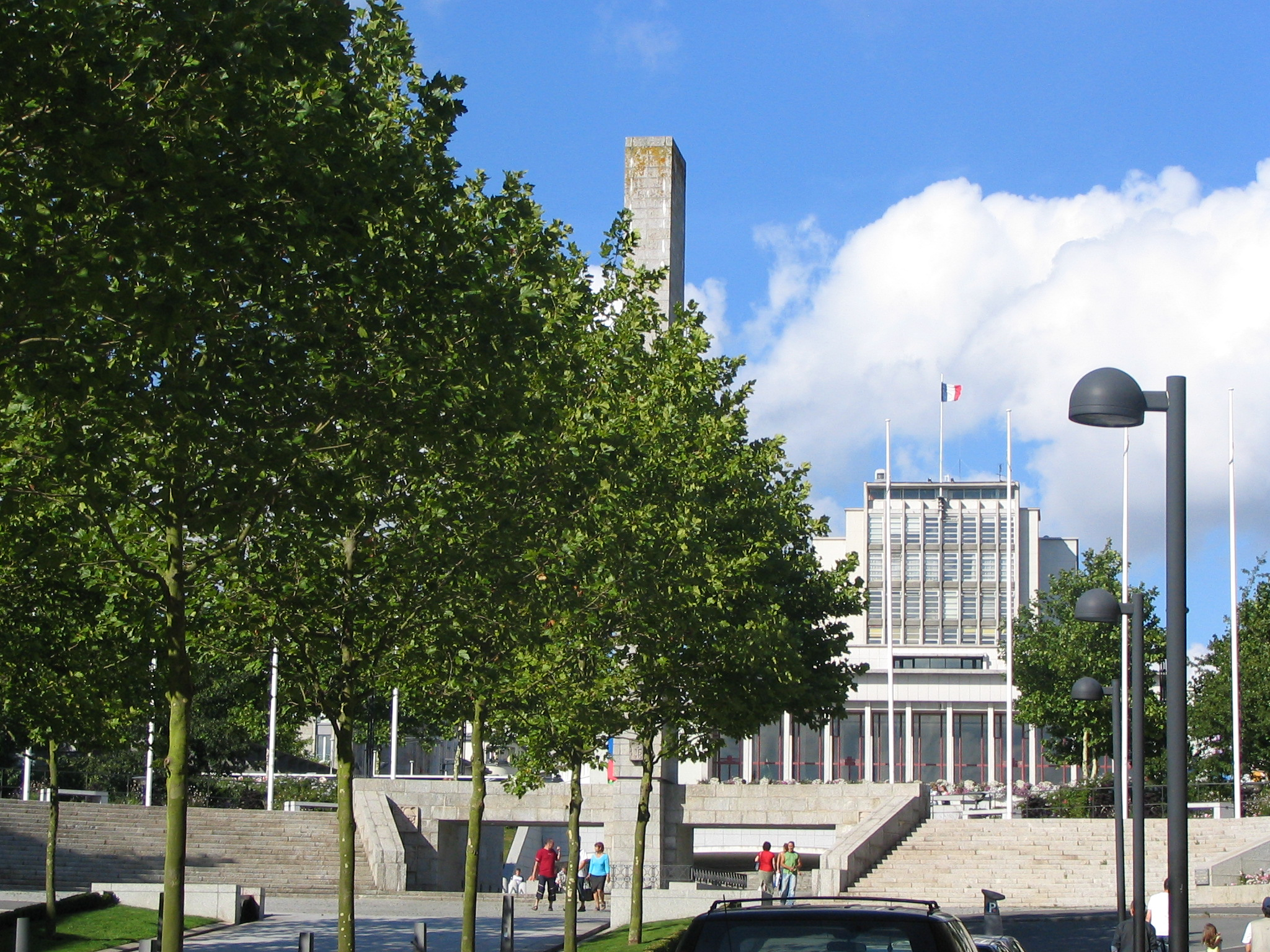
Vue de l’hôtel de ville de Brest et du monument aux morts fermant la nouvelle rue de Siam (cliché de 2005)
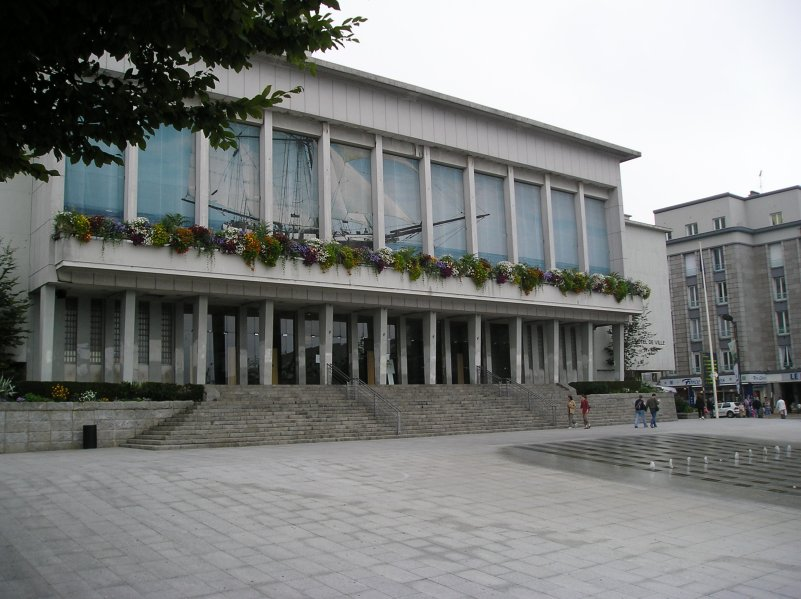
L'hôtel de ville et aperçu des immeubles néo-classiques modernes et épurés en parement de granit

### La rénovation de la place
La place telle que Mathon l'avait dessinée, plus large que la place Saint-Marc à Venise, était un espace mal maîtrisé, qui formait une frontière entre les deux rues commerçantes de Brest - la rue de Siam et la rue Jean-Jaurès - , matérialisée par l'avenue Georges-Clemenceau. Elle fut très largement reconstruite par Bernard Huet qui y intégra une fosse, diminua la place centrale et la borda de deux îlots sobres. La connexion piétonne entre les deux grands axes de Brest fut rendue possible par un passage sous l'avenue Georges-Clemenceau. Elle fut inaugurée en 1996.

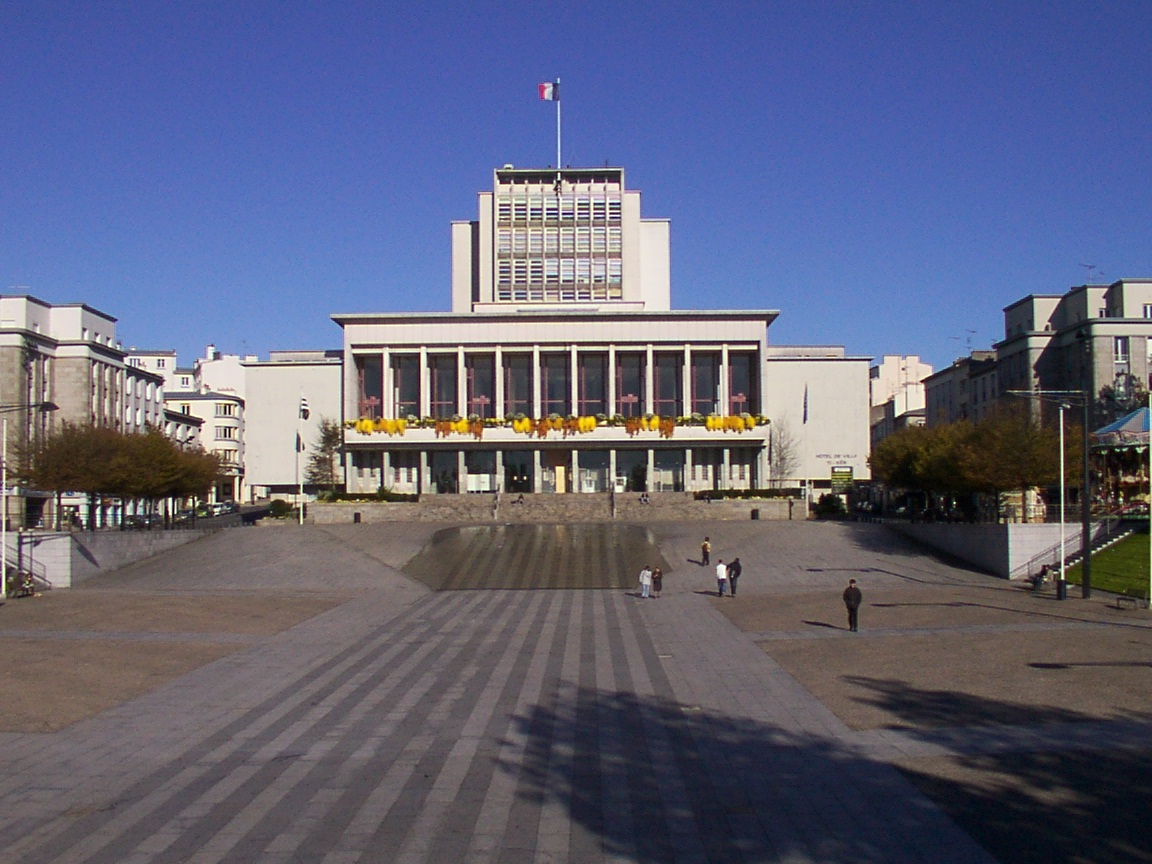
Hôtel de ville de Brest.
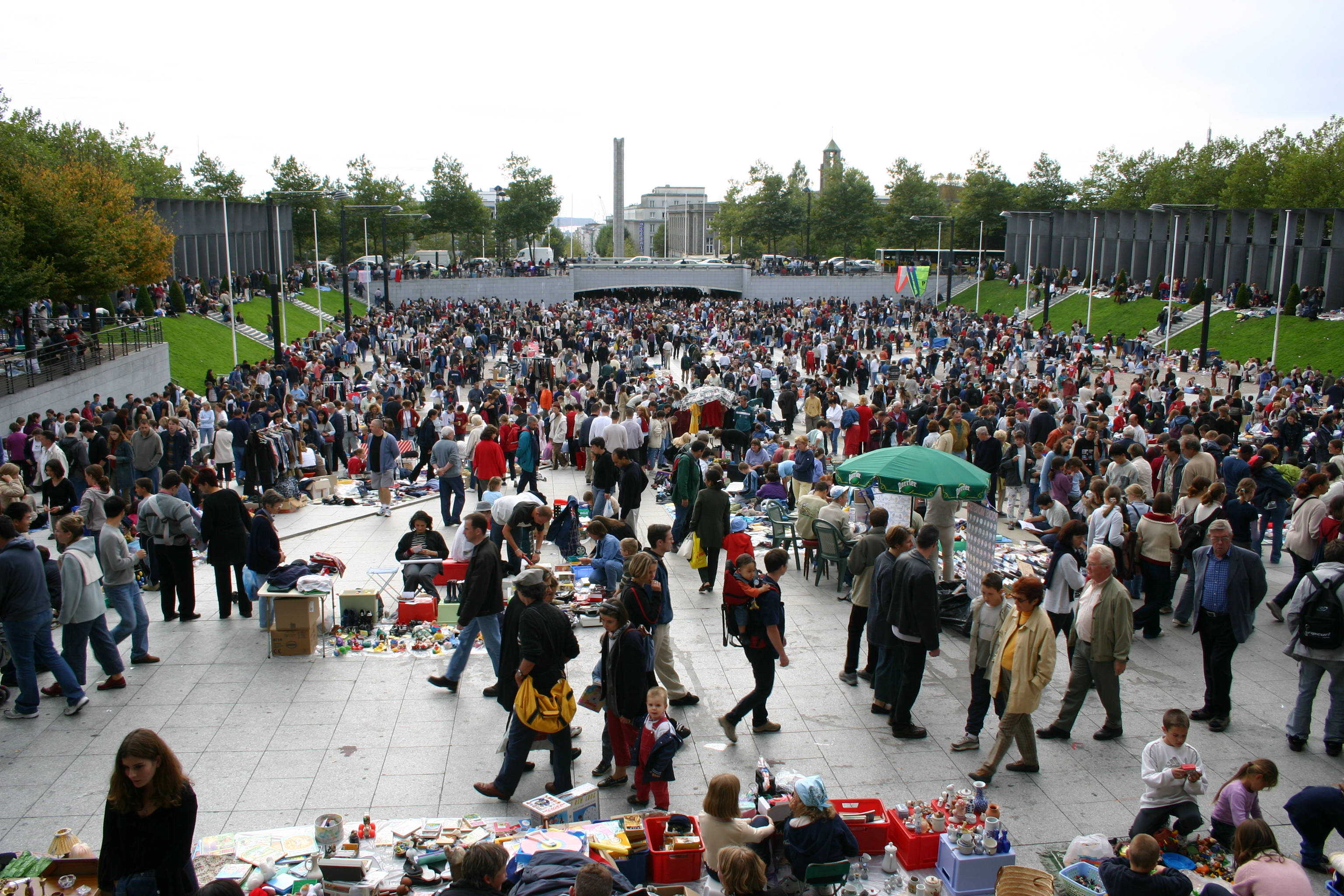
La place de la Liberté à Brest un jour de foire Saint-Michel
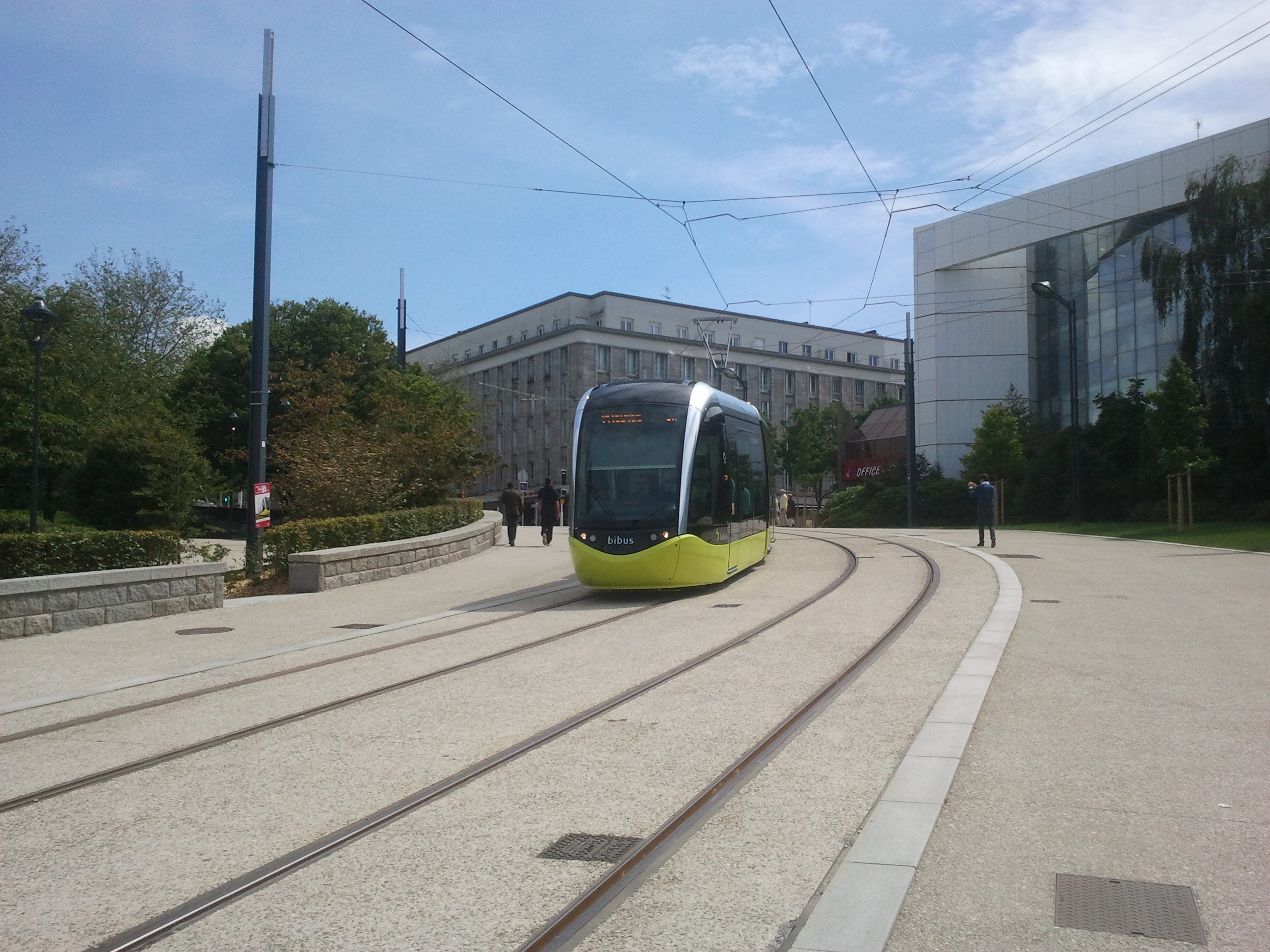
Le tram, traversant la place
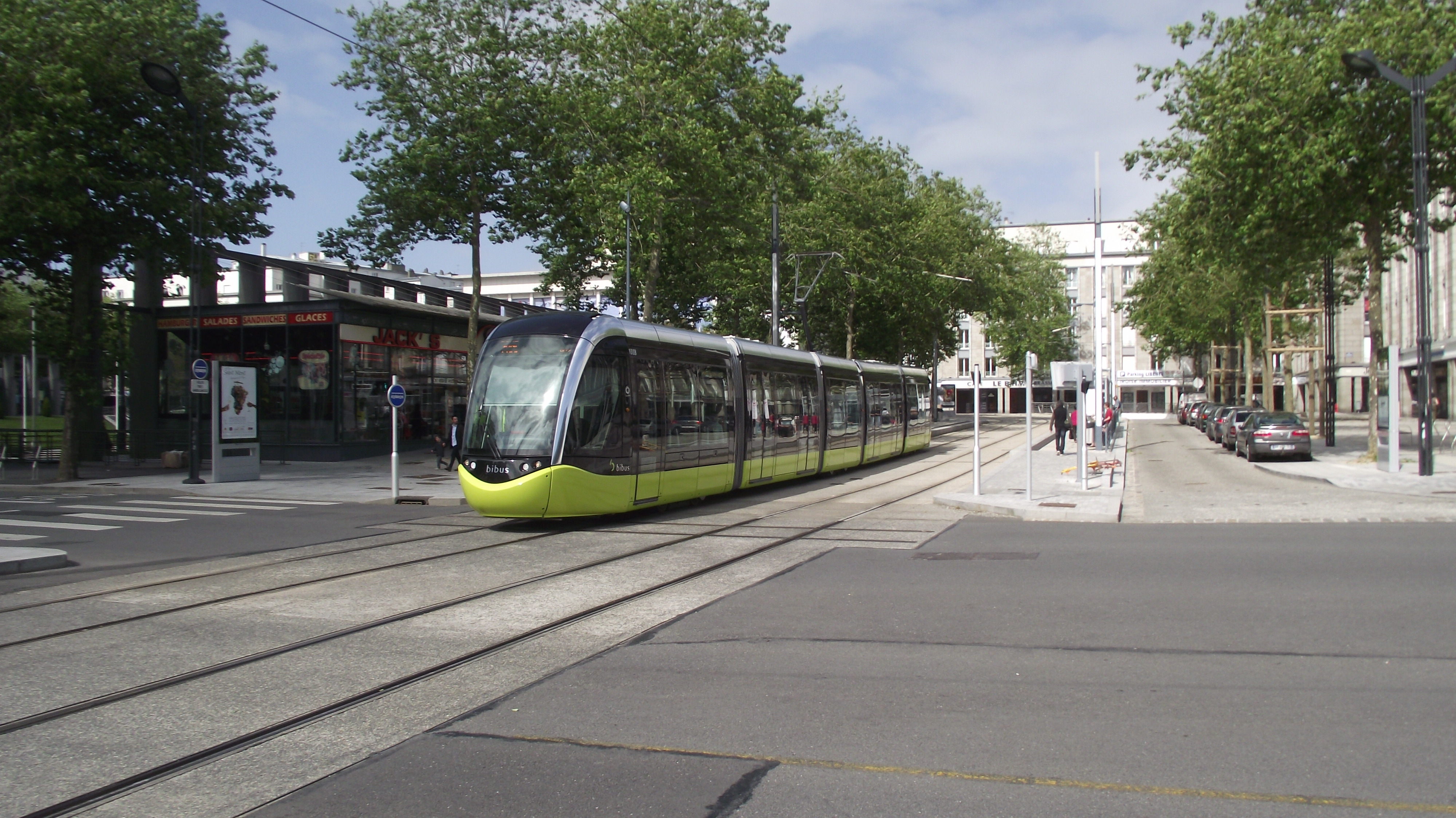
Station Liberté

## Bâtiments remarquables et lieux de mémoire

### Le monument aux morts
Élément central de l'ensemble place de la Liberté/square Mathon, s'élève le monument aux morts construit en 1954, dessiné par Jean-Baptiste Mathon, au centre du square. Le monument a été modifié par Bernard Huet au moment de rénovation de la place et du square. Sur le monument, on peut lire la citation de Charles Péguy « Heureux les épis mûrs et les blés moissonnés », côté place de la Liberté, et « La ville de Brest à ses enfants morts pour la France » et sa version en breton « D'hor bugale maro evit ar vro » sur chaque flanc du monument.

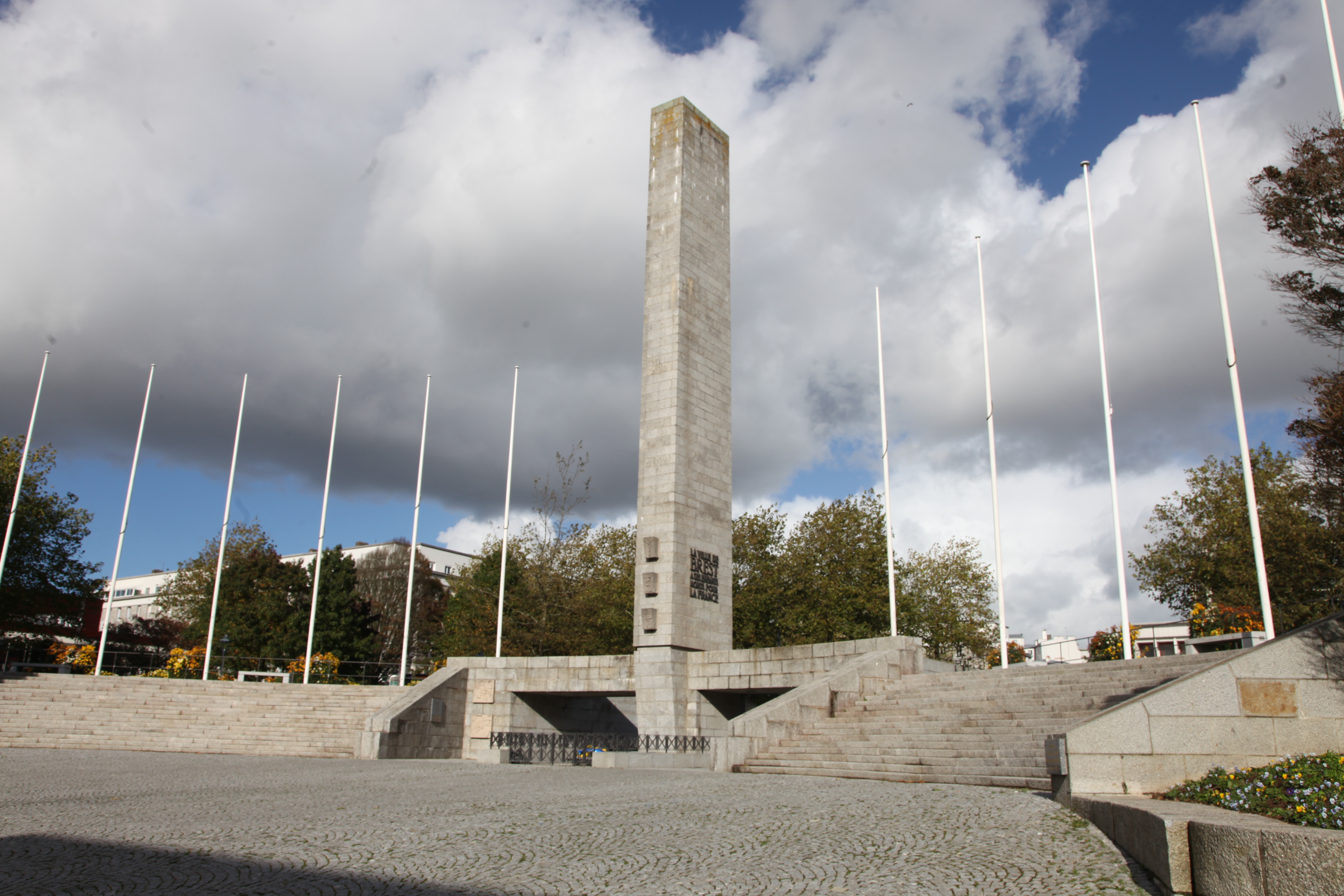
Vue générale
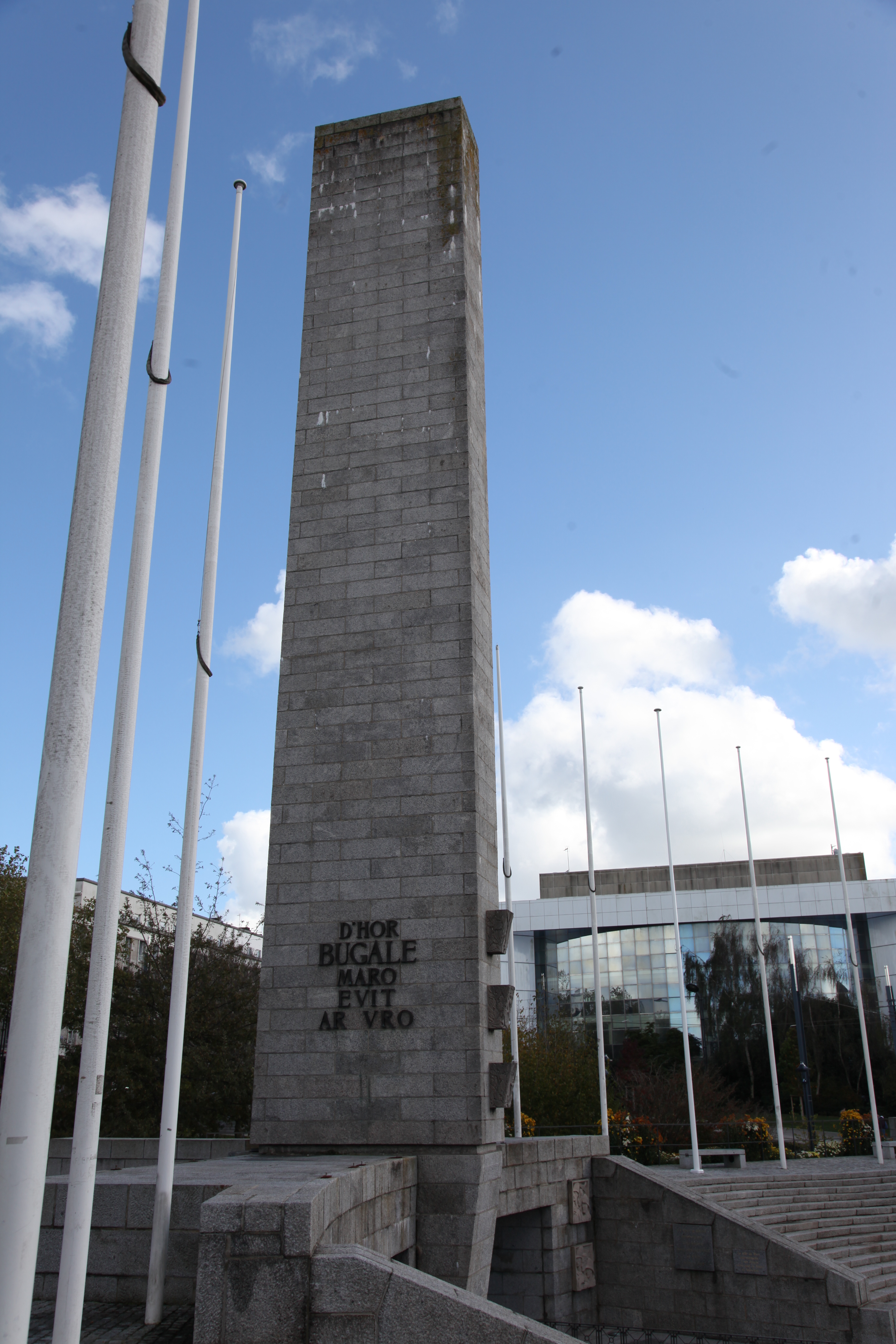
Face nord-ouest
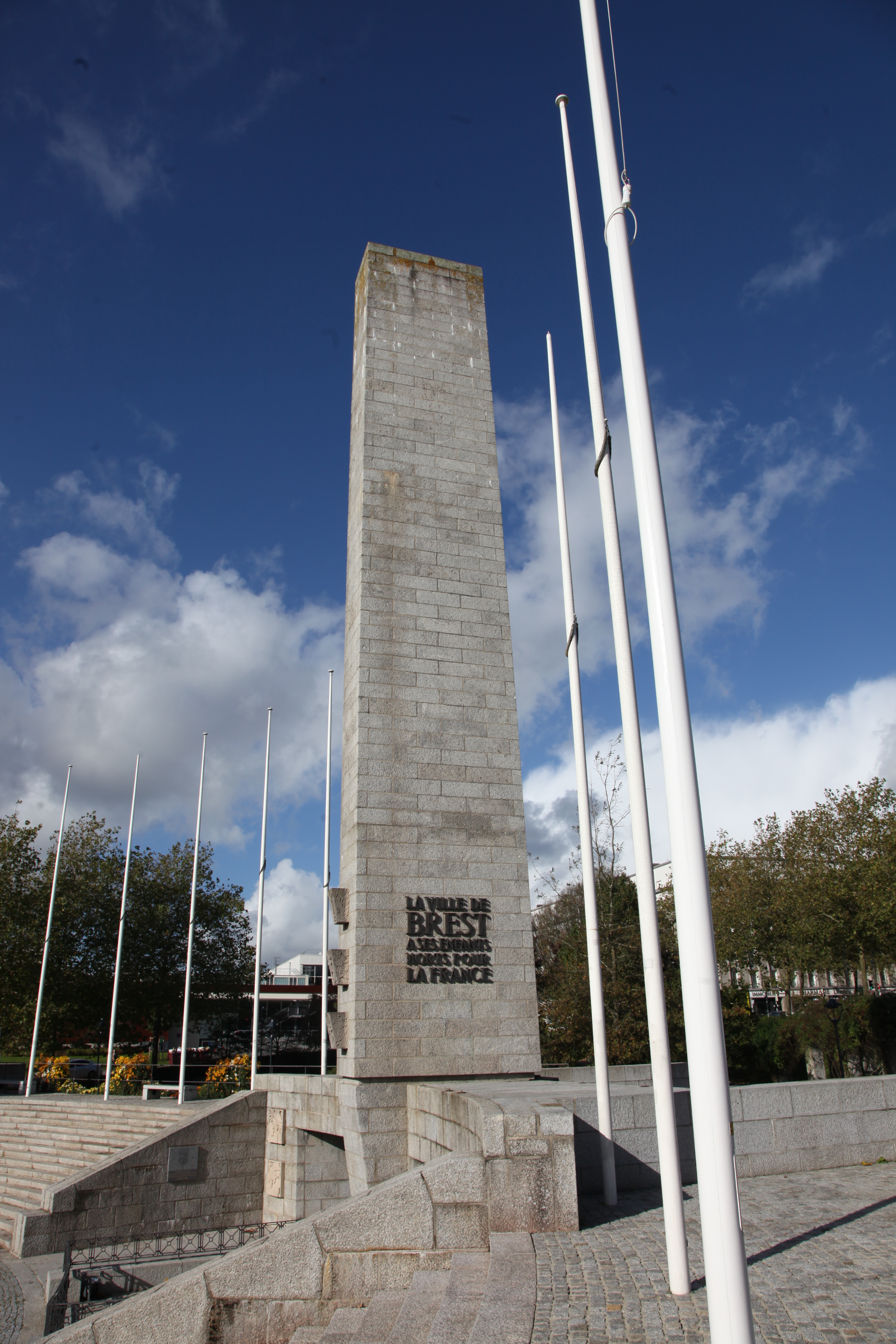
Face sud-est
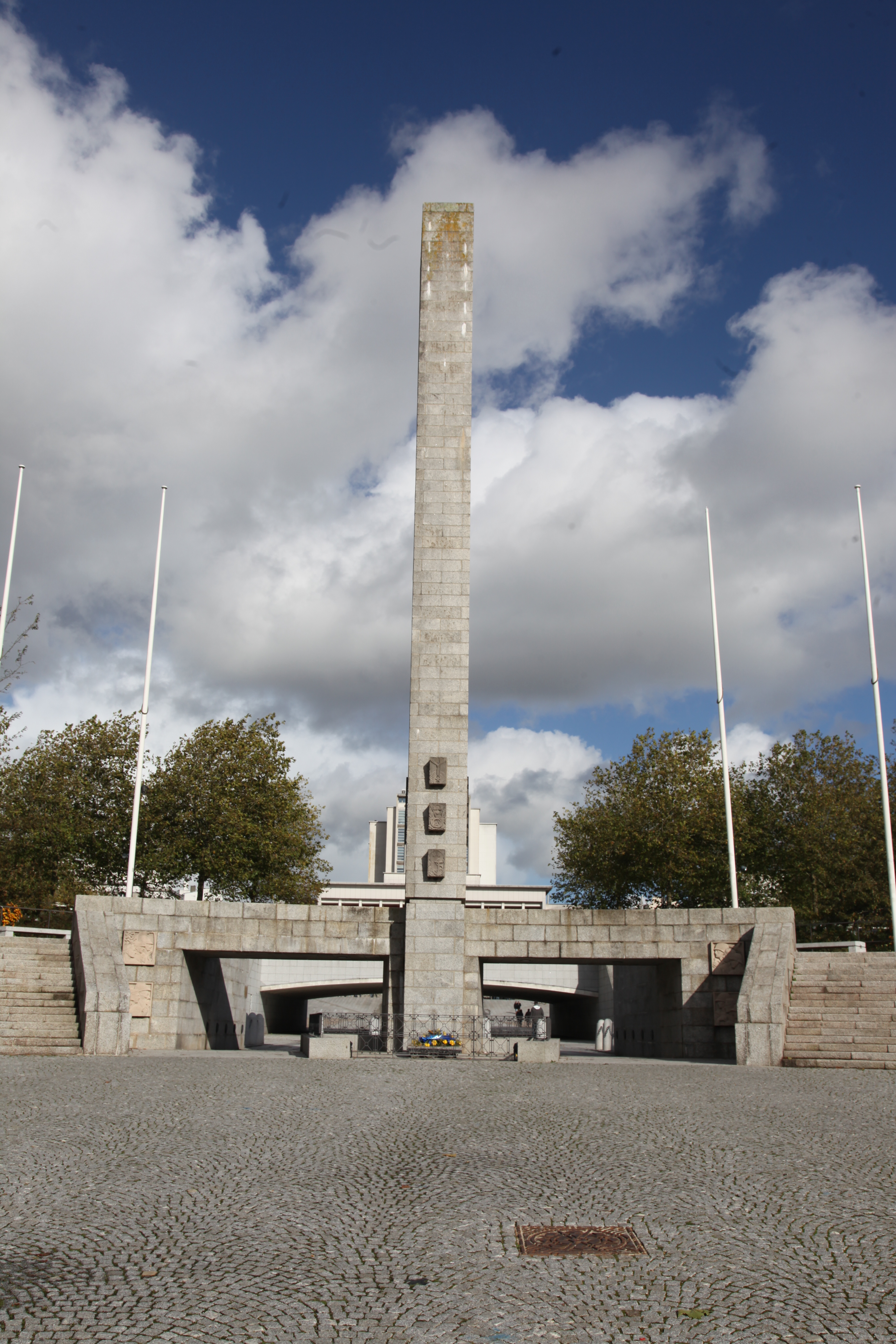
Vue de face
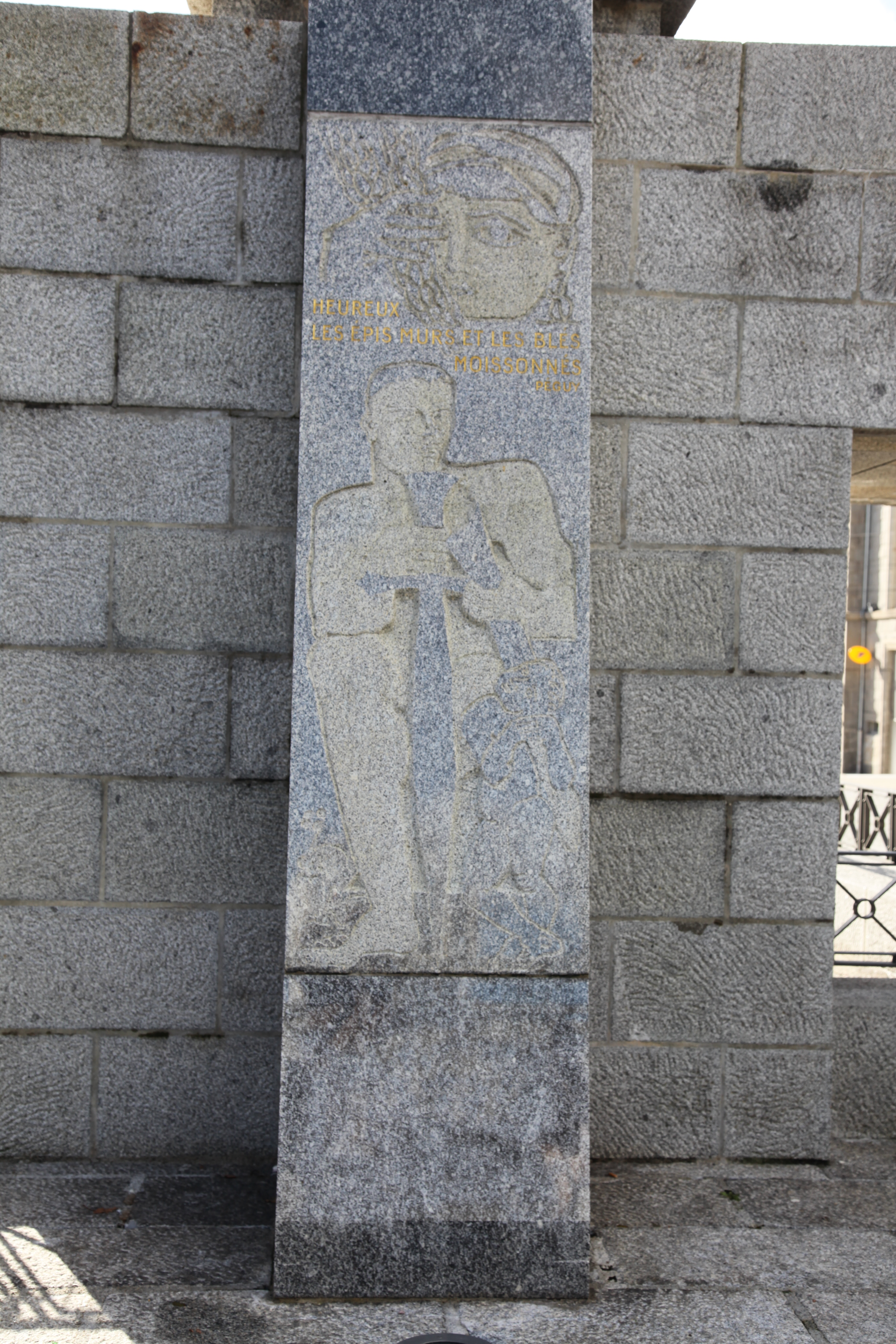
« Heureux les épis mûrs et les blés moissonnés ».
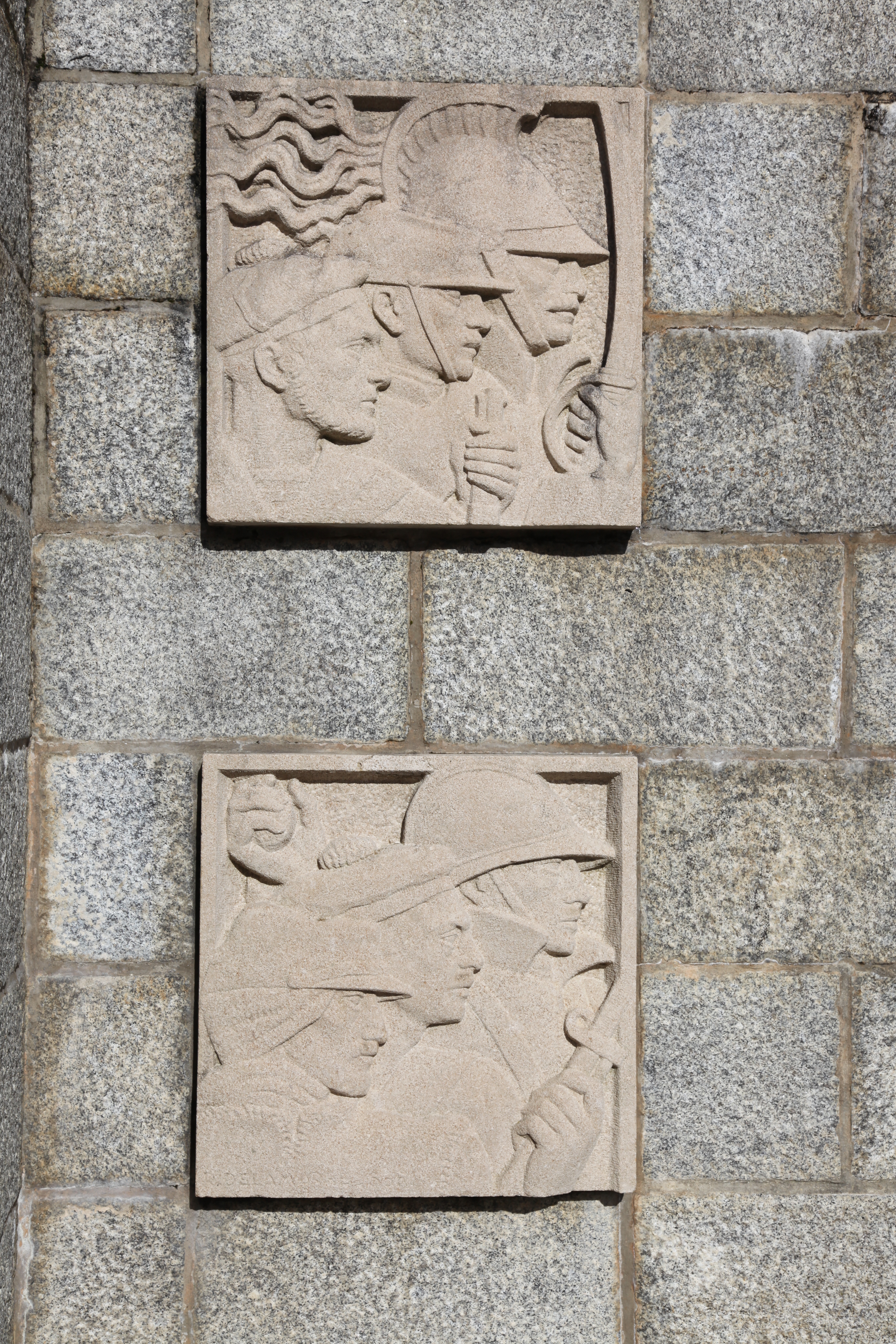
Détail de gauche
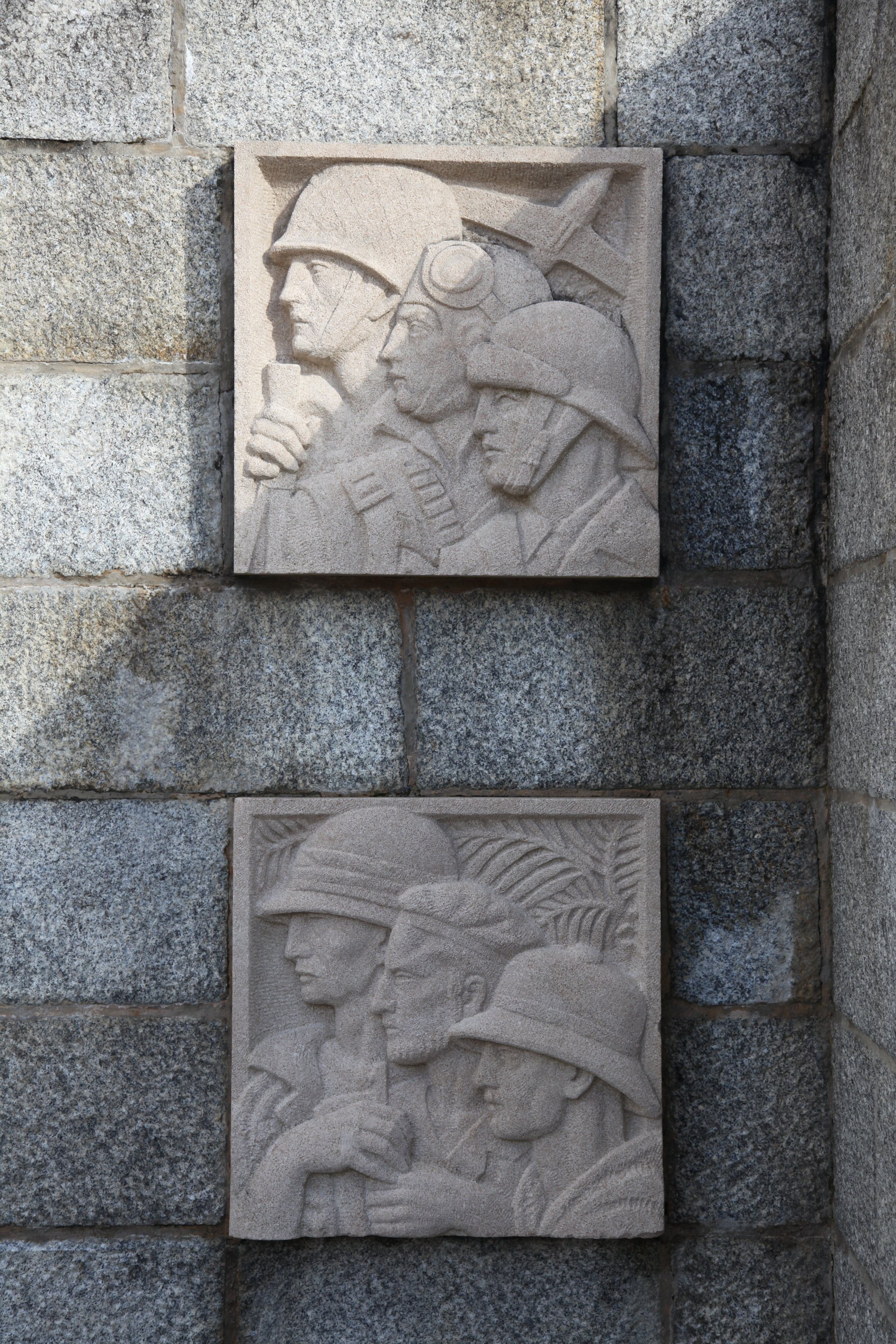
Détail de droite
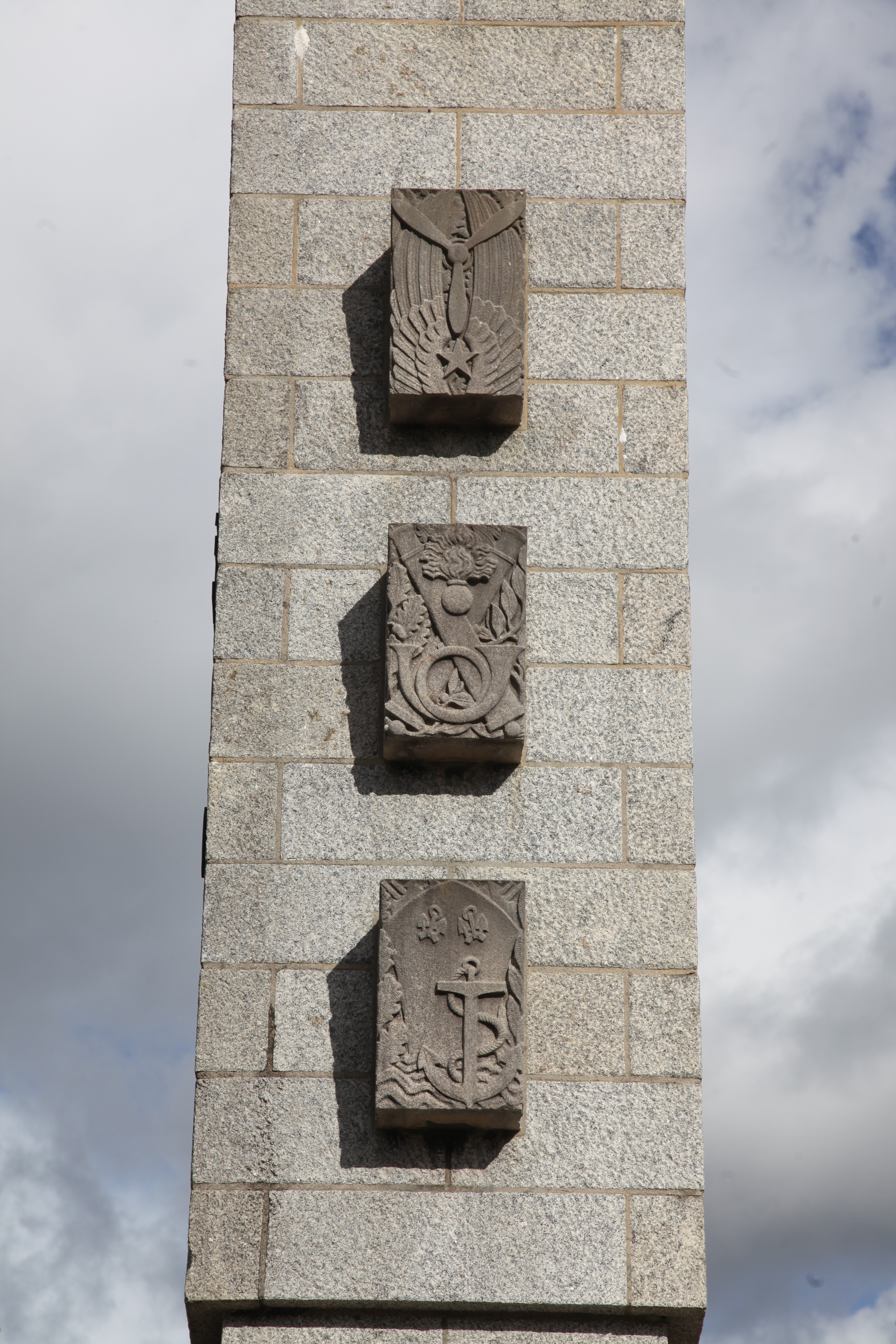
Détail

### Le square Mathon
Le square Mathon, du nom du l’urbaniste en chef Jean-Baptiste Mathon, ferme à la fois la place de Liberté d'un côté et la rue de Siam de l'autre. Il se présente en arc de cercle dans l'alignement du reste de la place et de la rue de Siam. Le square abrite les vestiges des fortifications de la ville, et le monument aux morts, la pièce centrale de l'ensemble place de la Liberté/square Mathon. Il ne reste que pas grand chose de la porte principale de Brest même, la porte Landerneau ; en revanche, la porte piétonne Saint-Louis - du nom du quartier autour de l'église Saint-Louis -, percée au XIXe siècle, est presque intacte. Une maquette de Brest au XIXe siècle ferme désormais cette porte devenue aveugle par la construction du monument aux morts.
À l'origine dessiné par Jean-Baptiste Mathon, le square fut repensé par Bernard Huet, en même temps que le reste de la place ; il y intégra les vestiges mis au jour pendant le chantier de réaménagement de l'ensemble place de la Liberté/square Mathon, permettant de la jonction piétonne entre la place et la rue de Siam. L'ensemble est inauguré le 14 juillet 1999 par le maire de Brest, Pierre Maille, et l'architecte concepteur Bernard Huet.

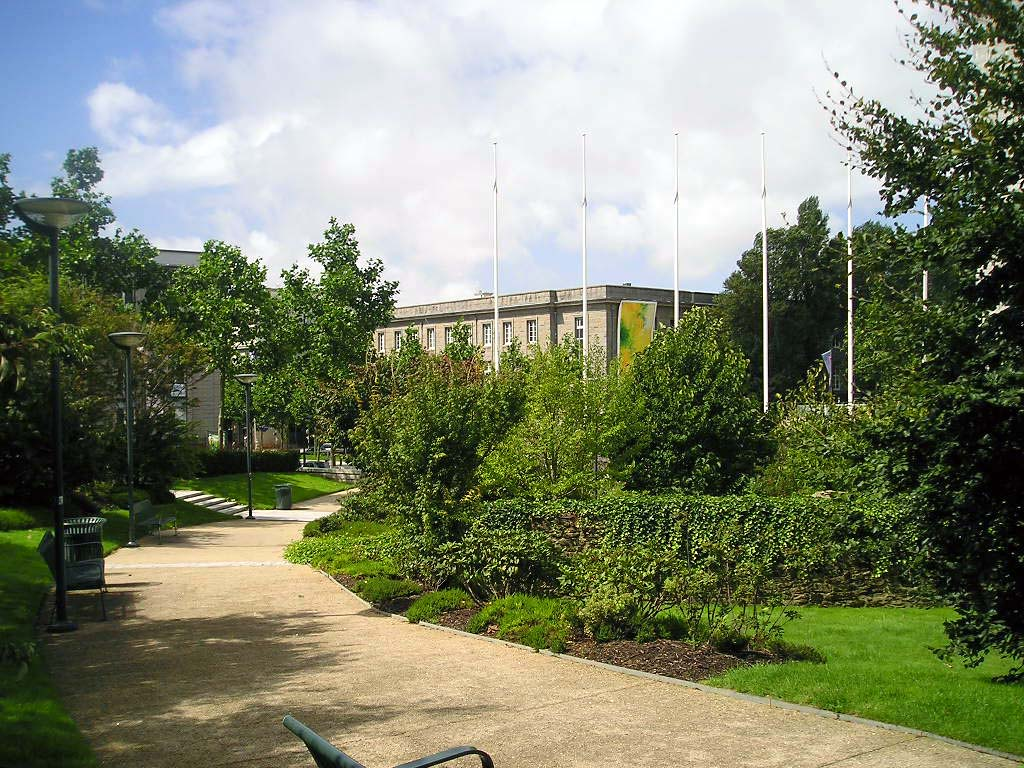
Le square Mathon. À droite, sous la végétation au premier plan, le muret de pierres est le vestige de l'ancienne porte Landerneau.
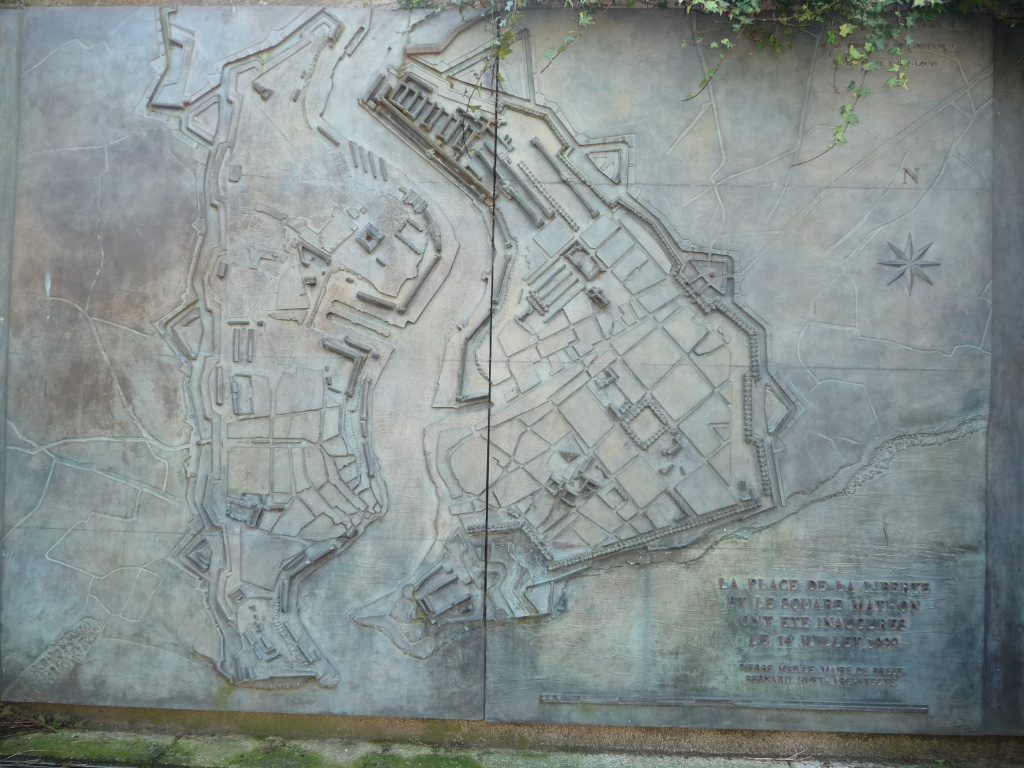
Représentation des vestiges de la ville de Brest, incrustée dans la porte Saint-Louis, dorénavant aveugle
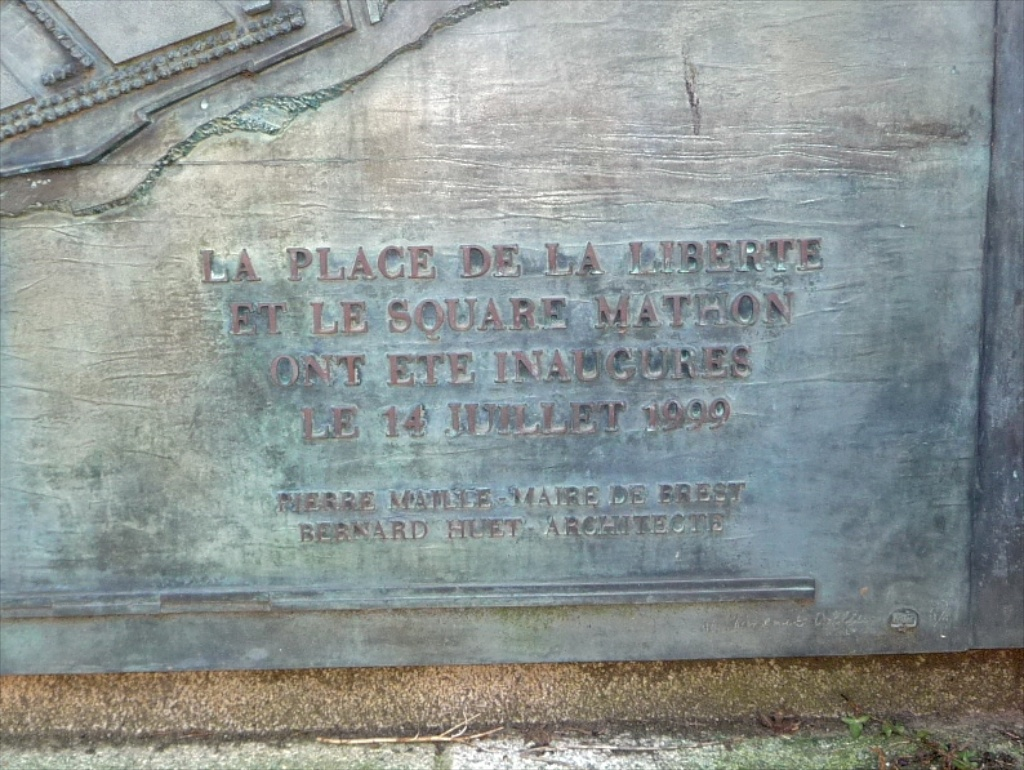